# Mythologie
Pour les articles homonymes, voir Mythologies.

Le dieu Thor de la mythologie nordique affrontant les géants, M. E. Winge, 1872.

La mythologie (du grec μυθολογία / muthología, de μῦθος / mûthos, « parole », et λόγος / lógos, « discours ») est soit un ensemble de mythes liés à une civilisation, une religion ou un thème particulier, soit l'étude de ces mythes. Les chercheurs qui étudient les mythologies sont appelés « mythologues ».
Comprise comme ensemble de mythes, la notion de mythologie est généralement utilisée pour décrire des ensembles de récits et de figures divines, humaines ou monstrueuses brassés par les systèmes religieux des civilisations anciennes ou de sociétés traditionnelles, éloignées dans l'espace ou dans le temps.
Comprise comme l'étude des mythes, la mythologie remonte également à l'Antiquité, dans la mesure où les Grecs anciens portent très rapidement un regard critique sur leurs propres mythes, ce qui amène à des interprétations liées à une volonté de réécriture réaliste ou moralisante, via des courants tels que l'évhémérisme et la pratique du commentaire allégorique. Mais ce n'est qu'au XIXe siècle que les études mythologiques se constituent en une discipline à prétention scientifique, dans le contexte du développement des sciences sociales, en particulier de l'anthropologie. C'est aussi à ce moment que naît la mythologie comparée, conçue d'abord sur le modèle de la linguistique comparée. De cette évolution sont issus les principaux courants des études mythologiques aux XXe – XXIe siècles, tels l'interprétation ritualiste, l'approche d'inspiration psychanalytique ou structuraliste. 

## La mythologie comme ensemble de mythes
Tout comme la notion de mythe, le terme « mythologie » provient de la Grèce et a d'abord été utilisé dans le contexte de la culture grecque ancienne. Par la suite, les deux notions ont été appliquées à toutes sortes de cultures parfois radicalement différentes. Cela peut poser des problèmes de méthode lorsqu'on étudie ces cultures, dans la mesure où l'emploi de ces notions revient à supposer d'emblée que l'ensemble des religions, cultes et récits ancestraux fonctionnent exactement de la même façon que ceux de la mythologie grecque, alors que des études plus attentives ont révélé souvent des différences profondes d'une culture à l'autre. De plus, on parle généralement des mythologies au pluriel : la question de savoir dans quelle mesure on peut les rassembler sous un concept unifié est un problème complexe, qui relève de la mythologie comparée.

### Les mythologies du monde
Aujourd'hui, nous parlons couramment de « mythologies » pour désigner les récits religieux des peuples anciens ou exotiques, éloignés dans le temps ou dans l'espace. Le terme est employé de façon extrêmement large, au point d'être parfois synonyme de « folklore ».
Voici pour exemple une liste de « mythologies », par région du monde :
- mythologies d’Afrique : dogon (voir Dogons) malgache (voir Madagascar), touareg (voir Touaregs) ;
- mythologies d’Amérique : abénaquise, aztèque, chilote, guaranie, inca, inuite, maya, précolombienne ;
- mythologies d’Extrême-Orient : chinoise, coréenne, japonaise, hindoue ;
- mythologie d'Asie : turque, mongole
- mythologie d’Océanie : aborigène, maori, nauruane ;
- mythologies d’Europe de l'Est : arménienne (voir Paganisme arménien), estonienne, magyare, lettone, ossète, slave ;
- mythologies d’Europe du Nord : finnoise, laponne (voir Religion rellamii), nordique ;
- mythologies d'Europe du Sud : cantabre, étrusque, grecque, romaine ;
- mythologies d’Europe de l'Ouest : bretonne, celtique (brittonique, gauloise, irlandaise), germanique, basque, pyrénéenne, suisse ;
- mythologies de Méditerranée : berbère, égyptienne, grecque, romaine, kabyle ;
- mythologies des Proche et Moyen-Orient : arabe, hourrite (voir Hourrites), mésopotamienne, hittite,ougaritique, persane ;
- mythologies des religions monothéistes : mythologie biblique, mythologie chrétienne, mythologie juive, mythologie islamique.

### Vecteurs et sources de la mythologie
Les mythologies se sont transmises dans le temps et l'espace par différents vecteurs :
- la tradition orale dont on suppose qu'elle a été le tout premier support des différentes mythologies du monde (selon des modalités très variables, puisqu'elle prend des formes très différentes selon les régions du monde) ;
- les œuvres artistiques qui y puisent leurs sujets, pour en offrir des restitutions ou des réécritures (aussi bien en littérature que dans les arts visuels et plastiques, peinture, sculpture, céramique, mais aussi musique, danse, et plus récemment cinéma, bande dessinée, télévision et jeux) ;
- les références, allusions ou récupérations dans des domaines non artistiques (ouvrages et discours politiques, techniques, médicaux, etc.) qui, tout comme les évocations artistiques, ont parfois une grande influence sur l'évolution des mythologies, en préservant certains mythes au détriment d'autres, en les transformant, en inventant de nouvelles variantes, etc. ;
- les collections et résumés de mythes, par exemple les ouvrages des mythographes antiques dans le domaine gréco-romain, et, plus récemment, les dictionnaires de mythologie et les recueils de mythes et légendes ;
- les recueils et transcriptions écrites réalisés par les anthropologues, les philologues et les folkloristes.

De nos jours, bon nombre de mythologies sont encore vivantes, au sens où, indépendamment du problème complexe de la croyance, les récits mythiques continuent à se transmettre par l'intermédiaire de ces différents supports et continuent à évoluer au fil des réécritures et de l'apparition de nouvelles variantes.
Ces différents supports et vecteurs de transmission constituent autant de sources sur lesquels se fondent les mythologues pour délimiter un corpus mythologique afin de l'étudier. Selon l'approche adoptée pour l'étude, on y inclut parfois des œuvres et des développements modernes, considérés comme autant de variantes récentes des mêmes mythes.

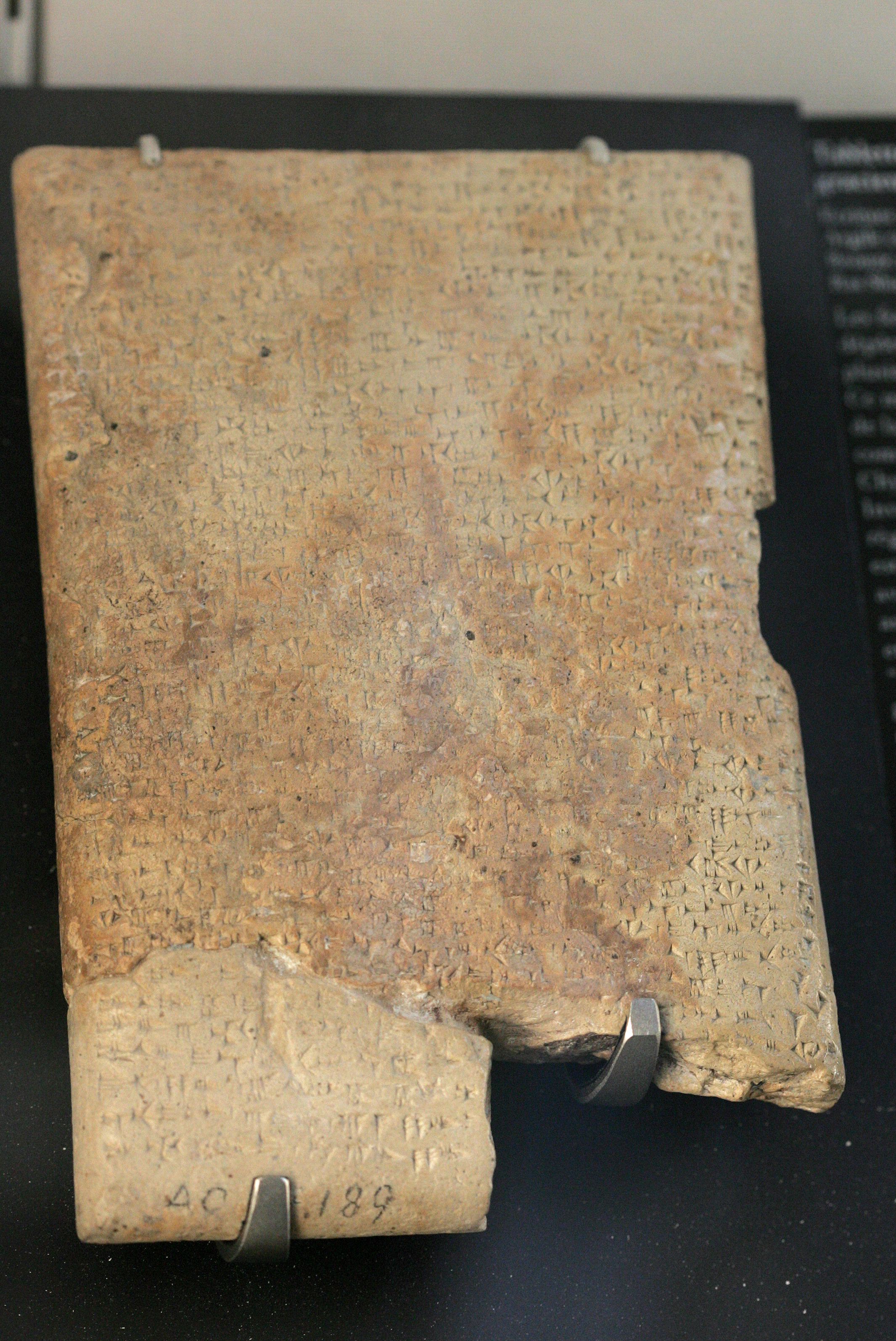
Tablette ougaritique relatant le mariage du dieu El et sa progéniture divine (XIVe – XIIIe siècles av. J.-C., Musée du Louvre).
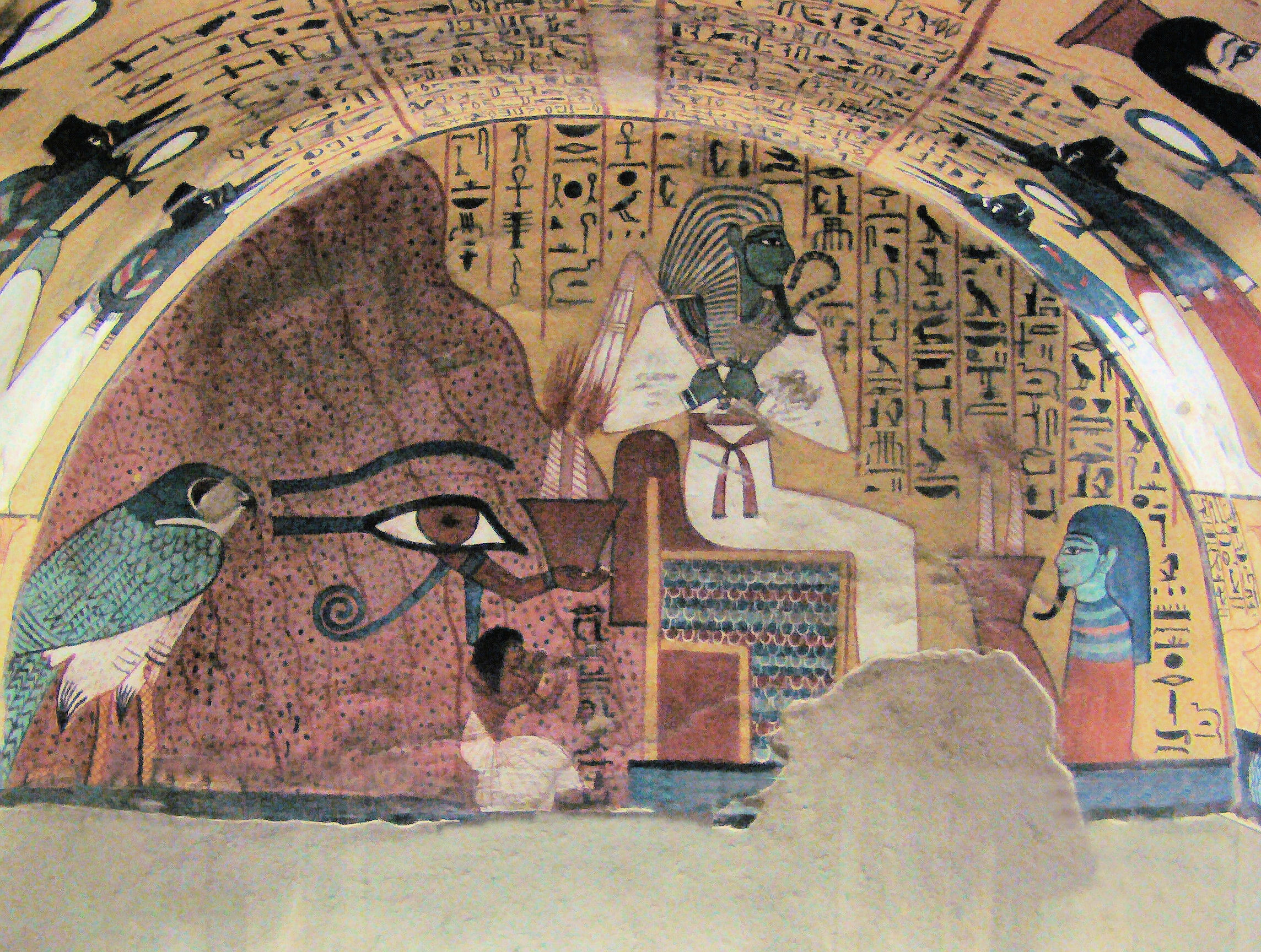
Le dieu égyptien Osiris sur un mur de la tombe TT3 de Deir el-Médineh.
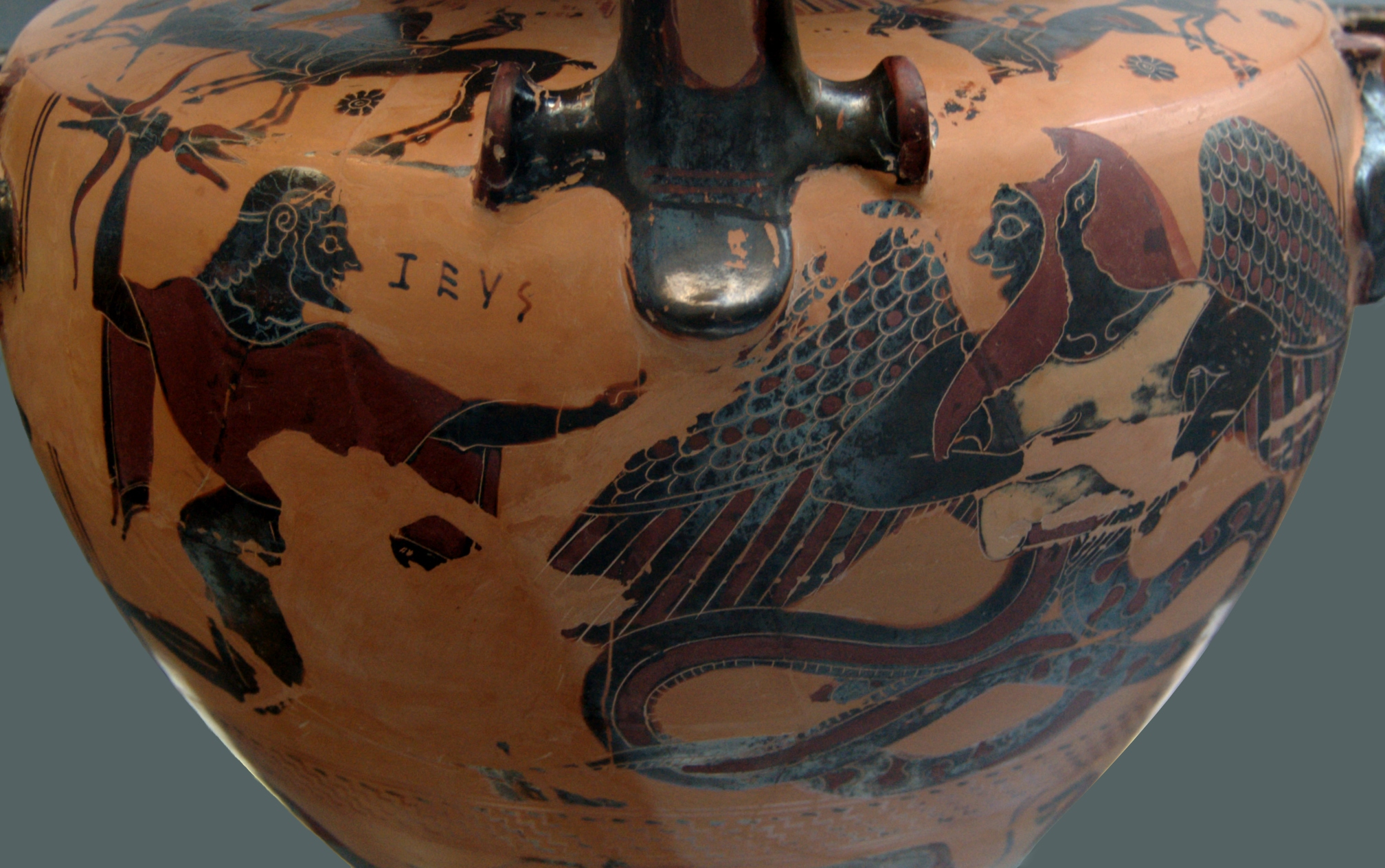
Combat entre Zeus et Typhon sur une hydrie grecque à figures noires (v. 550 av. J.-C.).
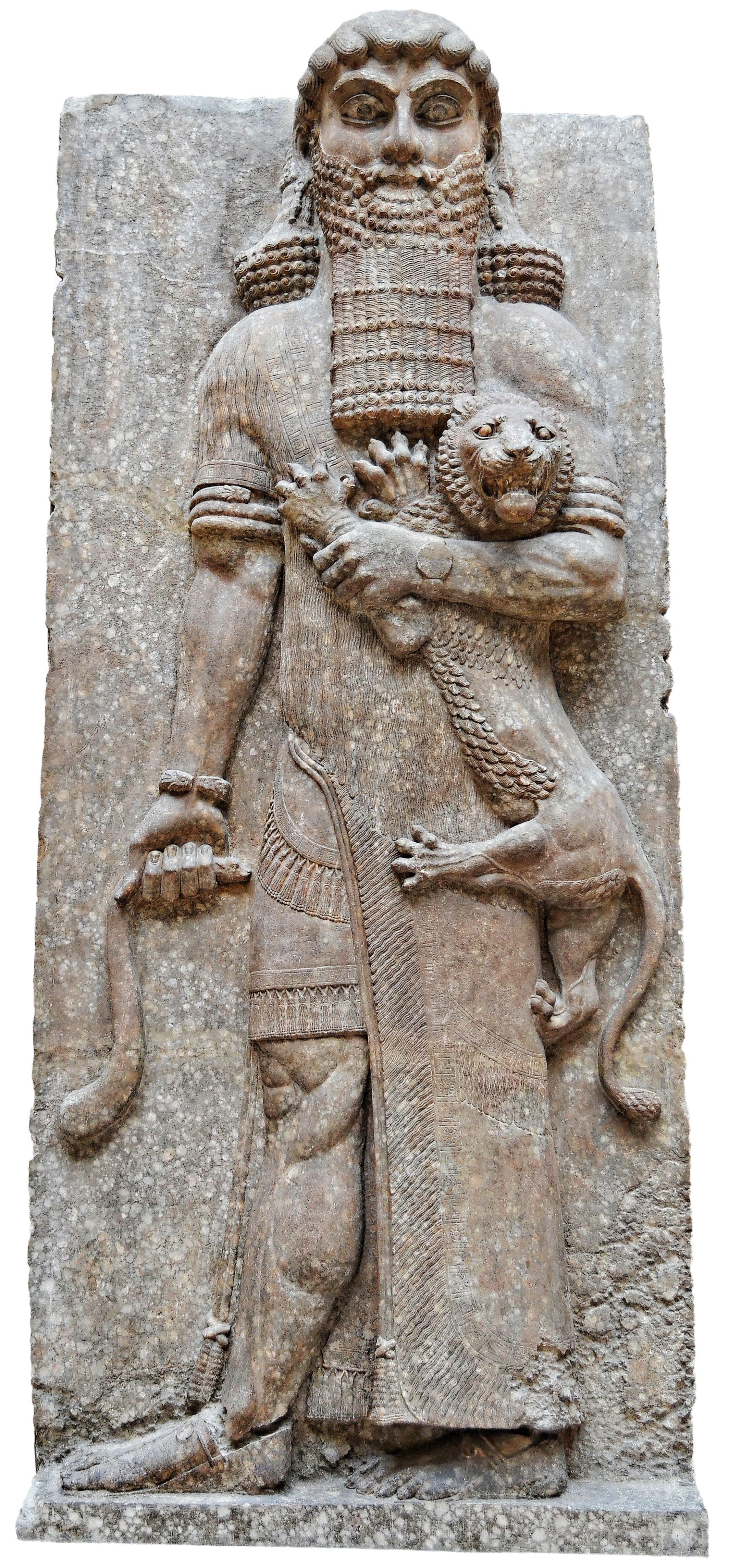
Statue de Gilgamesh, roi légendaire sumérien serrant un lion contre sa poitrine.
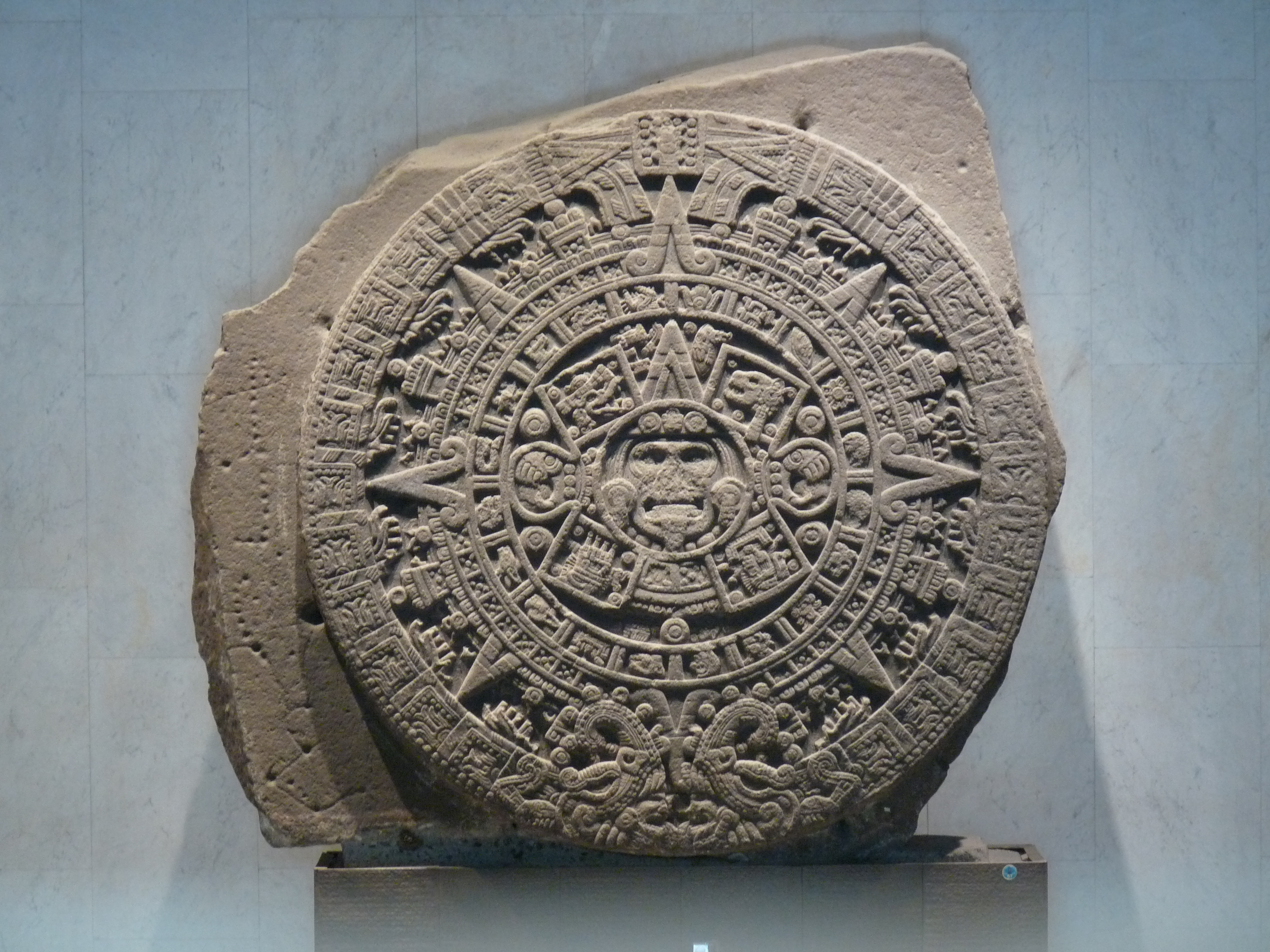
Monolithe dit « Pierre du Soleil » relatant la cosmogonie aztèque (v. 1479, Musée national d'anthropologie, Mexico).
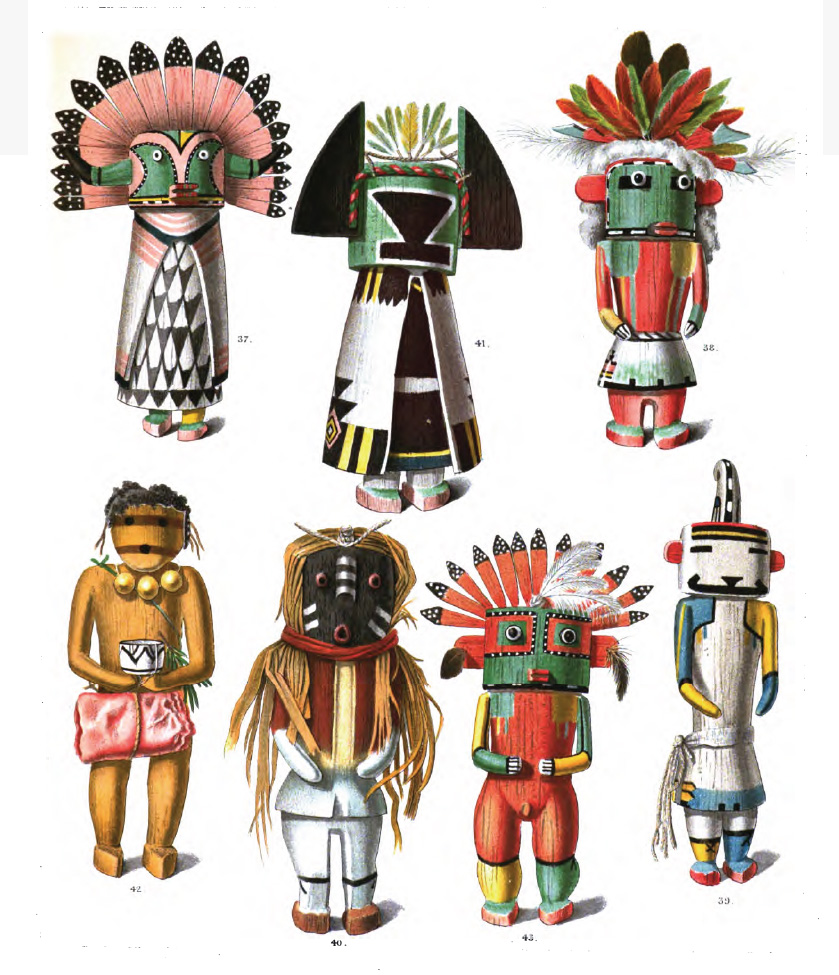
Poupées représentant les kachinas, dans la culture des Amérindiens du Sud-Ouest des États-Unis (dessins dans un livre d'anthropologie de 1894).
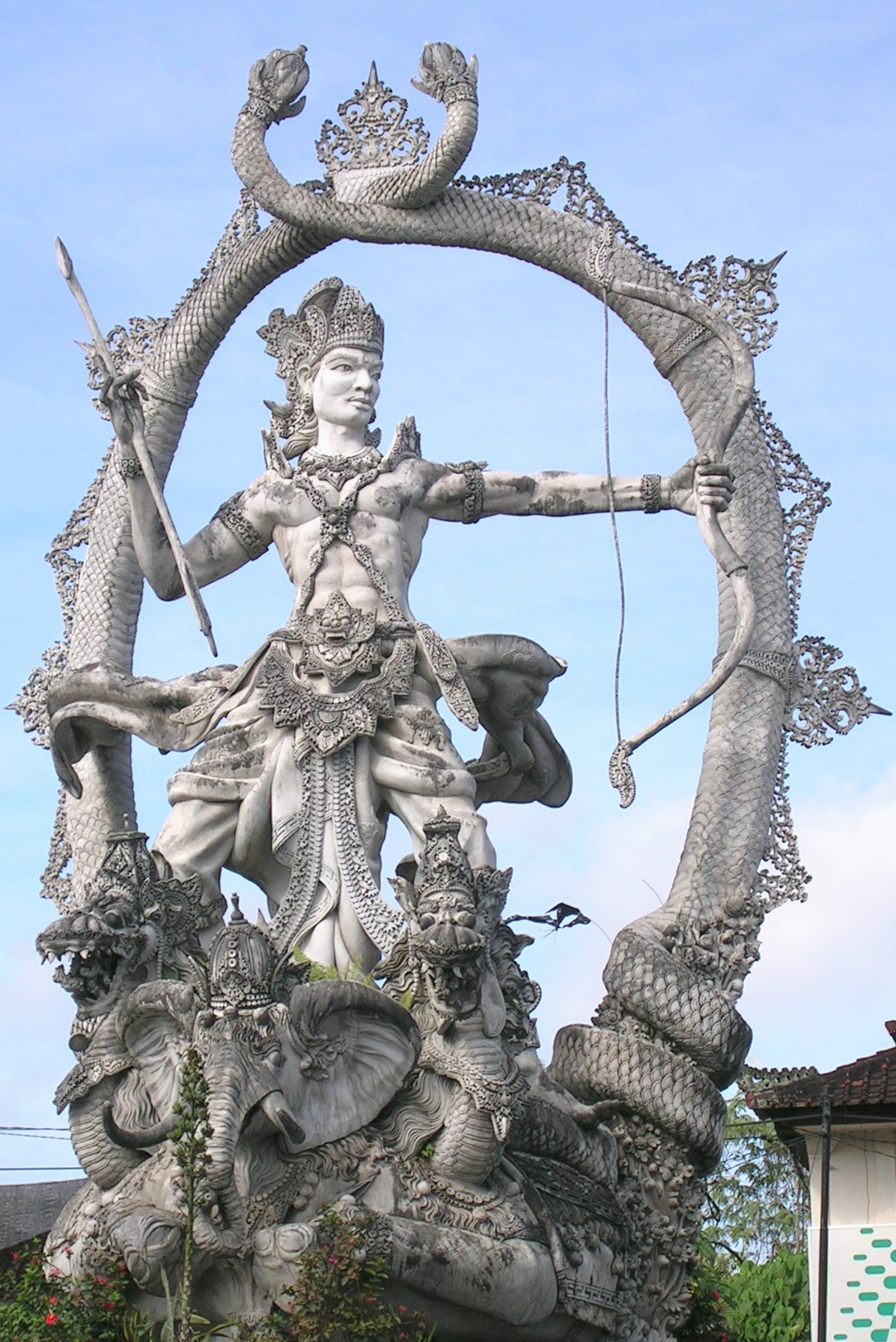
Statue à Ubud, sur l'île de Bali, représentant Arjuna, un des héros du Mahâbhârata.
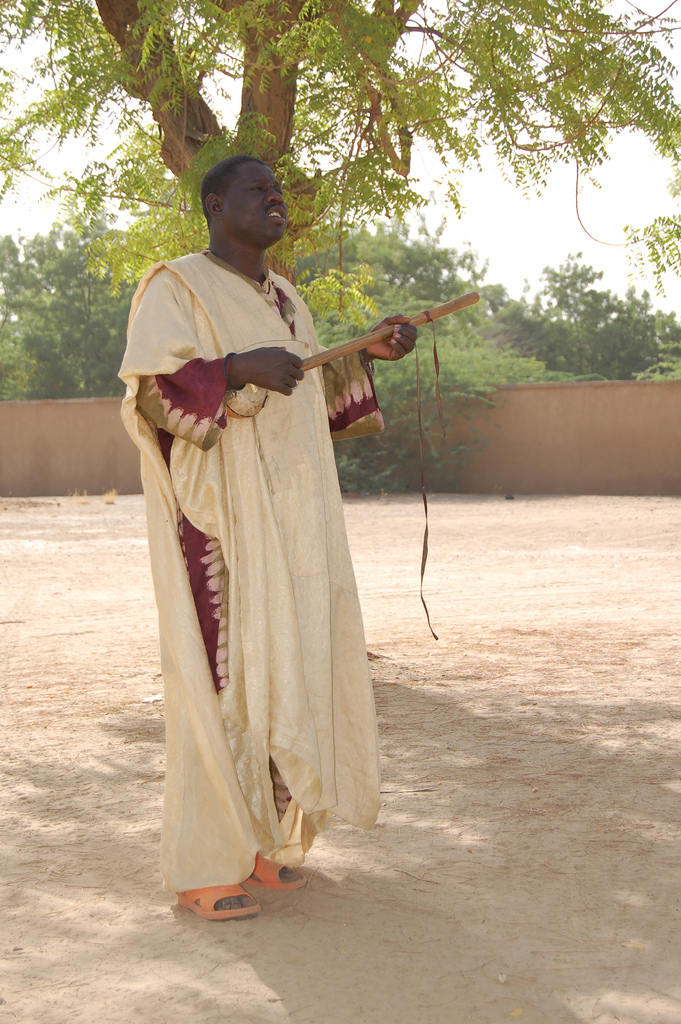
Un griot, dépositaire de la tradition orale en Afrique de l'Ouest, ici à Diffa, au Niger.
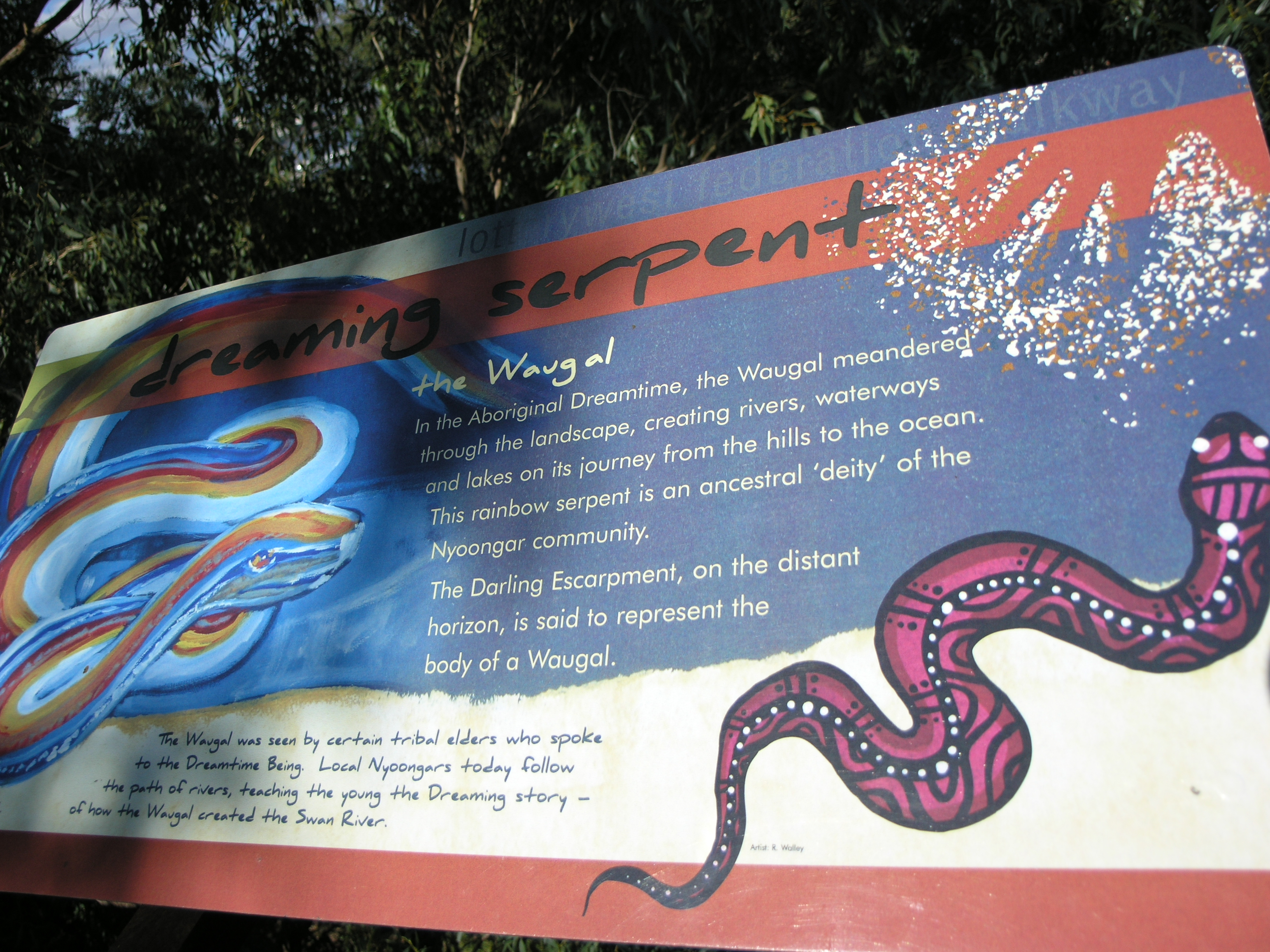
Le Wagyl, créature du temps du rêve des Aborigènes, sur un panneau du King's Park à Perth (Australie de l'Ouest).

### Mythologie, mythe et concepts voisins
La notion de mythologie fait partie d'un vaste ensemble de termes que le langage courant utilise souvent de façon interchangeable, mais qui ne sont pas synonymes. Le sens donné à ces termes, tout particulièrement au mot mythe, varie considérablement selon que l'on parle de leur usage dans le langage courant ou du sens qu'ils revêtent en tant que notions chez les différents auteurs qui se sont consacrés aux études mythologiques. Les distinctions qui suivent ne peuvent donc être qu'indicatives, mais elles permettent tout de même de distinguer les notions employées par les sciences humaines (mythologie, mythe, folklore) des termes qui correspondent souvent à des genres littéraires (conte, fable, épopée) ou des notions littéraires (fiction).
- Mythologie et folklore. Au sens que lui donnent les dernières avancées des études mythologiques, une mythologie est un ensemble de mythes qui forment un système doté d'une certaine cohérence, sous-tendu par la logique propre au système de pensée développé par une communauté donnée, dans un endroit et à une époque donnés[4]. En ce sens, elle est proche du folklore (en anglais « savoir du peuple ») qui met l'accent sur l'idée d'un patrimoine commun à une communauté donnée. Le folklore est cependant une notion plus large que celle de mythologie, dans la mesure où mythologie et mythe mettent l'accent sur les récits et les personnages, objets, lieux, etc. qu'ils mettent en scène, c'est-à-dire sur la dimension narrative, tandis que le folklore englobe également les rites, les savoir-faire, les chansons, les danses, et tout ce qui relève du « patrimoine culturel immatériel de l'humanité » au sein d'un peuple donné (même s'il est souvent indispensable d'étudier aussi ces éléments lorsqu'on étudie les mythes). Une autre distinction possible est chronologique : on nomme mythologies les ensembles de récits remontant à l'Antiquité, tandis que ceux apparus plus tardivement (au Moyen Âge ou après) relèvent plutôt du folklore.
- Mythes et légendes. La notion de mythe elle-même possède des frontières particulièrement floues et son sens varie selon les courants de pensée et les auteurs qui l'étudient. Cependant, les mythes et les mythologies qu'ils forment se caractérisent entre autres par le fait qu'ils font, au moins à l'origine, l'objet d'une élaboration et d'une transmission orales, que l'on peut faire remonter, en théorie, avant l'apparition de l'écriture. Cela suffit à les distinguer de la légende qui, étymologiquement, est un récit couché par écrit pour être lu (legenda est le féminin de l'adjectif verbal du verbe latin legere, lire, donc : « [histoire] qui doit être lue, à lire »). Un autre critère de distinction possible consiste à cantonner les appellations de « mythes » et de « mythologie » aux récits et ensembles de récits qui fournissent des explications aux « grandes questions » philosophiques que se pose l'humanité et qui mettent en jeu l'ordre du monde : la création du monde et son fonctionnement, l'apparition de l'humanité, les possibles fins du monde, etc. On appelle alors « légendes » tous les récits dont les enjeux sont moins fondamentaux[5].
- Contes et fables. Le conte est encore différent : même lorsqu'il fait l'objet d'une tradition orale, son fonctionnement est différent de celui des mythes, car le conte forme un genre extrêmement codifié qui répond à des contraintes précises (en particulier dans le cas du conte merveilleux étudié par Vladimir Propp dans Morphologie du conte). De plus, à partir de la Renaissance, le conte devient un genre littéraire et doit alors être étudié comme tel. De même, la fable et l'anecdote sont des genres littéraires.
- Sens ancien du mot « fable ». À partir du début du XVIIe siècle, le mot « fable » a été utilisé comme synonyme de « mythe », ce dernier terme l'ayant remplacé au XXe siècle. Le terme était employé au pluriel (les fables, c'est-à-dire les différents mythes) ou au singulier collectif : « la Fable » désignait l'ensemble des récits mythologiques, et était donc plus ou moins synonyme de « la mythologie »[6].
- Épopées, sagas et autres évocations artistiques. La mythologie ne se confond pas avec les différents genres littéraires qui se basent sur des sujets mythologiques, mettent en scène des personnages, lieux, objets, etc. mythologiques, ou s'inspirent plus ou moins librement de la mythologie dans les fictions qu'ils développent. Ainsi, les grandes épopées telles que le Cycle troyen en Grèce antique, le Mahâbhârata en Inde ancienne ou les sagas islandaises médiévales ne sont que certaines des sources de leurs mythologies respectives : même si leur importance est très grande, il faut se défaire de l'idée selon laquelle une épopée comme l’Iliade ou l’Odyssée contiendrait la « version officielle » de tel ou tel mythe, et prêter attention à la part d'adaptation et de remodelage due au contexte historique de l'élaboration de ces œuvres, aux contraintes propres à tel ou tel genre littéraire (par exemple, le mythe grec d'Œdipe est surtout connu par les tragédies de Sophocle dont le dénouement est particulièrement sombre, mais il en existait une version épique dans le Cycle thébain qui contenait des variantes notables), voire aux intérêts politiques ou religieux qui président à son élaboration.
- Mythologie et fiction. Enfin, même si, de nos jours, les mythologies relèvent pour nous de la fiction, elles ne s'y cantonnent pas, surtout dans le cas de mythologies anciennes, et il faut prendre en compte, pour les comprendre, leurs rapports avec l'histoire, la philosophie, la politique, les connaissances techniques, et plus généralement avec les différents aspects des sociétés qui leur ont donné naissance.

### Utilités, utilisations, récupérations

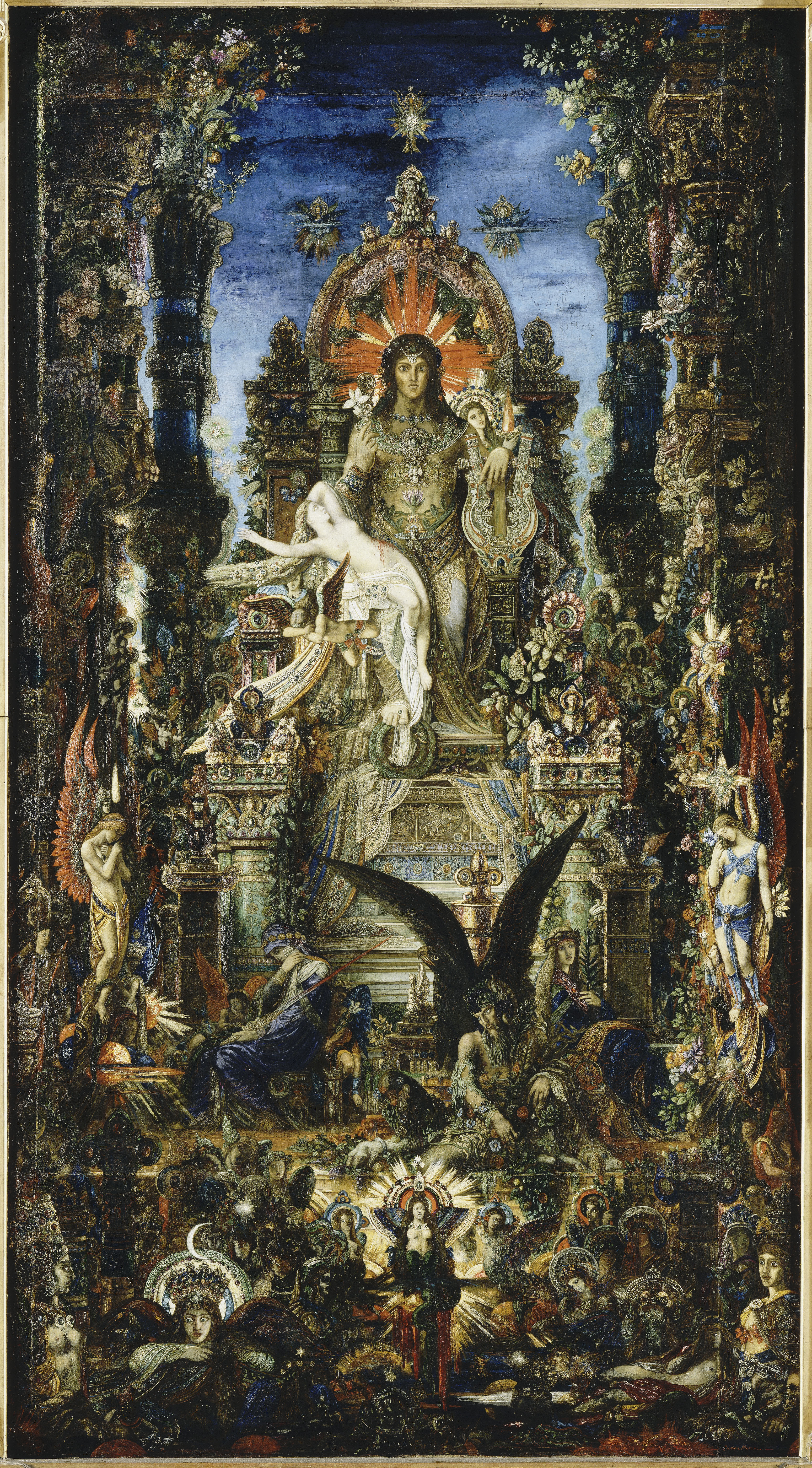
Jupiter et Sémélé de Gustave Moreau (1895), exemple de sujet tiré de la mythologie grecque dans la peinture symboliste.

Les frontières entre la mythologie et des domaines tels que les arts, les sciences et la politique sont particulièrement poreuses. Cela s'explique en partie par le fait qu'aux époques anciennes, les distinctions que nous faisons aujourd'hui entre la religion, l'histoire et les sciences, n'existaient pas ou étaient très différentes. En Grèce, par exemple, la mythologie avait à la fois une valeur religieuse (elle parlait des dieux et de leur culte) et culturelle, en renseignant sur des questions d'ordre philosophique (la création du monde, l'apparition des hommes et des femmes, l'amour, la mort, etc.) et historique (pour les Anciens, des personnages tels que Thésée ou Héraclès avaient réellement existé au même titre que plus tard Solon ou Périclès), mais aussi sur l'histoire des sciences (elle proposait des explications sur l'apparition des sciences et des techniques, attribuées à tel dieu ou à tel héros). Les arts y puisaient leurs sujets, mais on utilisait aussi la mythologie à l'école (les mythes fournissaient des sujets d'exercices de rhétorique), et les hommes politiques et les orateurs incluaient les mythes parmi les exemples qu'ils utilisaient pour illustrer leurs discours. De nos jours, on conçoit plutôt une mythologie comme un ensemble cohérent et refermé sur lui-même, qui relève presque exclusivement de la fiction (on ne lui prête plus de valeur historique ou scientifique, par exemple).
Mais en dehors de ces différences dans les distinctions entre disciplines et domaines de pensée entre les époques anciennes et l'époque contemporaine, les mythologies ont toujours fait l'objet d'utilisations et de réappropriations conscientes dans divers domaines et à des fins très variables.

#### La mythologie dans la philosophie et l'alchimie
Dès l'Antiquité, avec les philosophes présocratiques, et aussi dès l'apparition de l'alchimie en Occident, représentée entre autres par Zosime, Pseudo-Démocrite et Olympiodore, les mythes sont commentés en un sens philosophique, hermétique ou alchimique. Dans l'optique alchimique, par exemple, tous les récits cosmologiques de la création du monde représentent uniquement le Grand Œuvre, comme en témoigne une très abondante littérature :
« Ici de suite font la ronde / Les premiers quatre âges du monde, / C'est à savoir l'âge doré, / De ce métal tant honoré, / Sur qui commence l'œuvre fine, / Et sur lequel même elle affine. »
On peut citer, par époque, un auteur emblématique parmi bien d'autres :
- Antiquité : le néoplatonicien Porphyre, auteur d'un ouvrage Sur les Images des dieux et de L'Antre des nymphes[10] ;
- Moyen Âge : Raimon Lulle, auteur du Codicille[11] ;
- Renaissance : Michaël Maïer qui, dans ses Arcanes très secrets, interprète systématiquement en un sens alchimique toute la mythologie égyptienne, grecque et romaine[12] ;
- Époque moderne : le savant bénédictin Pernety, auteur des Fables égyptiennes et grecques dévoilées et réduites au même principe[13] ;

Les noms des métaux, par exemple, mais aussi bien d'autres termes alchimiques sont tirés directement de la mythologie gréco-romaine : une intoxication au plomb s'appelle saturnisme ; le cuivre (cuprum) doit son nom à Cypris, surnom de Vénus ; le mercure, au dieu homonyme ; l'hermétisme, à Hermès ; etc.

#### Les mythologies dans les arts
Les mythologies sont un véritable vivier pour les arts. Dès l'Antiquité, les sources les plus fameuses grâce auxquelles nous connaissons les mythologies sont souvent des œuvres d'art, de l'épopée à la céramique en passant par la sculpture. Très tôt, les artistes, à commencer par les poètes, n'ont pas hésité à se réapproprier les mythes pour proposer leur propre vision de la mythologie dont ils avaient hérité. Au Moyen Âge et à la Renaissance, et jusqu'aux époques modernes et contemporaines, les différentes mythologies n'ont jamais cessé, dans toutes les parties du monde, de susciter d'innombrables reprises, réécritures et réinventions de la part des artistes (voyez par exemple Peinture mythologique). Certaines œuvres sont si bien passées à la postérité qu'elles ont exercé une influence durable sur les mythes qu'elles traitaient (ainsi les tragédies de Sophocle ont beaucoup influencé notre vision de l'histoire d'Œdipe, et la tétralogie de Wagner la représentation des dieux germaniques et nordiques). Inversement, certaines œuvres qui, au départ, étaient de pures inventions littéraires conçues sur le modèle des mythes, se sont si bien intégrées à l'imaginaire collectif qu'elles sont presque considérées comme des mythologies à part entière de nos jours (ainsi la matière de Bretagne médiévale, et en particulier le cycle arthurien, sont, au départ, une création littéraire développée par un nombre croissant d'auteurs, mais constituent à présent la légende arthurienne). De nos jours encore, d'innombrables artistes empruntent leurs sujets aux diverses mythologies ou s'en inspirent.

#### Enjeux politiques des mythologies

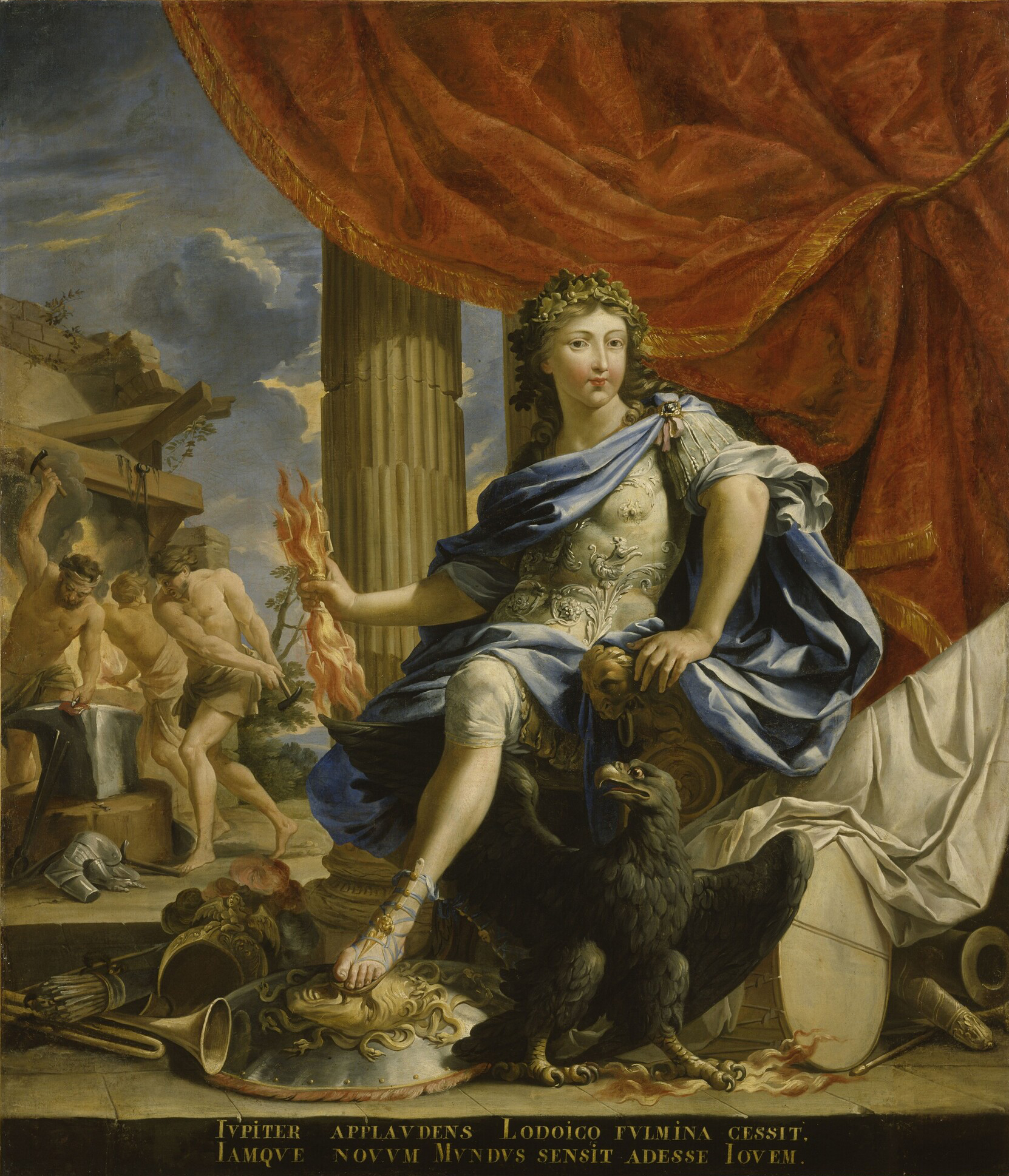
Louis XIV sous les traits de Jupiter vainqueur (v.1655, château de Versailles).

Mais les mythologies ont aussi constitué de tout temps un enjeu politique crucial. Les hommes politiques convoitant le pouvoir se dotaient ainsi de généalogies prestigieuses (par exemple, vers la fin de la République romaine, la famille de Jules César disait descendre d'Ascagne, fils d'Énée, fils de prince de Troie et fondateur légendaire de Rome dans la mythologie romaine). À une échelle plus large, les interprétations historiques des mythes étaient souvent lourdes d'enjeux politiques. Les traités diplomatiques et les alliances militaires entre cités grecques se fondaient sur des parentés légendaires. À l'époque classique, la guerre de Troie est relue comme un affrontement entre l'Europe et l'Asie dans le contexte des guerres médiques entre les cités grecques et l'empire perse. Au Moyen Âge, les royautés européennes se dotent d'origines prestigieuses : ainsi la royauté française prétend-elle à son tour descendre des Troyens (c'était le sujet de La Franciade, l'épopée en vers que Ronsard avait entreprise à la demande du roi Henri II et qui resta inachevée). Au XVIIe siècle, le naturaliste et professeur Olof Rudbeck (dit « l'Ancien ») compose un volumineux traité patriotique identifiant l'Atlantide platonicienne à la Suède et la langue d'Adam au suédois, afin de glorifier son pays (l'ouvrage suscite rapidement des critiques acerbes, et certains développements sont mentionnés par Diderot dans l'article « Étymologie » de l'Encyclopédie comme exemples d'étymologies fantaisistes).
Au XIXe siècle, l'essor des nationalismes s'accompagne d'un vif regain d'intérêt pour la mythologie et le folklore, mis en avant comme des éléments importants de l'identité culturelle des peuples, donc des identités nationales. Dans la première moitié du XXe siècle, les mythologies, tout comme l'Antiquité en général, font l'objet de récupérations par les régimes totalitaires naissants qui s'en servent pour édifier l'idéologie sur laquelle ils fondent leur glorification de la nation. Ainsi, le nazisme détourne massivement les recherches en mythologie comparée, en linguistique et en anthropologie pour élaborer son idéologie glorifiant la race aryenne (le terme vient des études sanskrites et de la grammaire comparée, où il désigne au départ un groupe linguistique). Cette récupération détourne en particulier des éléments issus de la mythologie germanique et de la mythologie grecque pour reconstruire un passé idéalisé et une imagerie de propagande.
La mythologie est aussi fréquemment utilisée par les ouvrages d'ésotérisme et par les doctrines élaborées par les sectes, qui l'utilisent dans le cadre de raisonnements pseudo-scientifiques.

### Mythologies et religions aujourd'hui
Parler de mythologie à propos des religions contemporaines, par exemple de mythologie biblique, a pu être considéré par certains croyants comme une offense envers leur foi, voire une manifestation d'intolérance. En effet, la notion de mythe relève de nos jours de la fiction, ce qui remet en cause la vérité à laquelle prétendent les récits sacrés des religions actuelles. Cela pose le problème des différents « régimes de vérité » propres aux mythes, d'une part, aux croyances religieuses en général, d'autre part, la vérité de la foi n'étant pas nécessairement la vérité historique. Outre les analyses de Paul Veyne à ce sujet dans le domaine grec, le problème de la croyance en histoire des religions a été abordé de manière plus large par Max Weber, avec la notion de désenchantement du monde, et par Rudolf Bultmann, avec la notion de démythologisation qu'il a appliquée aux récits du Nouveau Testament.
Cependant, la plupart des livres sacrés des religions contemporaines, qu'elles relèvent du monothéisme ou du polythéisme, s'enracinent dans les religions premières, et les récits qui les soutiennent constituent des mythologies. L'hindouisme est un bon exemple de religion polythéiste qui s'appuie sur une mythologie riche (voyez Mythologie hindoue) remontant à des épopées sanskrites telles que le Mahābhārata ou le Rāmāyana, qui mettent en scène des divinités dont le culte est toujours très vivace de nos jours.
En Occident, les récits de la Bible sur la création du monde, de même que les miracles, ont longtemps prétendu à une vérité historique, dont la remise en cause exposait à des accusations d'athéisme. Au XVIIe siècle, Spinoza dut publier le Traité théologico-politique sans nom d'auteur, de crainte des poursuites que son interprétation des Écritures aurait pu lui attirer. Mais au début des années 1870, le déchiffrement des premières tablettes sumériennes et akkadiennes entraîne la redécouverte des récits mésopotamiens sur le Déluge, en particulier l'histoire d'Uta-Napishtim relatée dans l'épopée de Gilgamesh, qui présente des similarités de structure et de détail frappantes avec le récit du Déluge biblique : il devient alors impossible de nier que les récits de l'Ancien Testament n'ont pas été inventés ex nihilo, mais s'inscrivent dans un courant littéraire beaucoup plus ancien qui remonte à la mythologie mésopotamienne. Les récits du Nouveau Testament, de leur côté, posent le problème de l'existence historique de Jésus, que les tenants de la thèse mythiste assimilent à une figure mythologique qui n'aurait pas réellement existé ; cette thèse est cependant très loin de faire l'unanimité parmi les spécialistes du christianisme ancien.

## La mythologie comme étude des mythes
Depuis le XIXe siècle au moins, un mythologue est un chercheur spécialisé dans les études mythologiques. Dans son sens étymologique, l'adjectif muthologos qualifiait, en grec ancien, une personne qui inventait des récits fabuleux (le mot muthos ayant alors la connotation négative de « récits mensongers »). Cependant, les auteurs, anciens et parfois modernes, qui se sont consacrés au rassemblement et à la compilation des mythes, sont plus couramment appelés mythographes, tandis que le mythologue se propose comme but premier d'étudier les mythes, et non de les transmettre ou de les modifier. Au XIXe siècle, les mythologues étaient souvent philologues de formation. Cependant, le développement progressif de l'anthropologie et son importance croissante dans les études mythologiques ont fait que les mythologues ont à présent plus souvent des formations d'anthropologues.
L'étude moderne des mythes relève de disciplines académiques (anthropologie, histoire de l'art, humanités classiques, folkloristique, psychologie, théologie et religion comparée) qui justifient l'interdisciplinarité de la mythologie comme science.
Au sein des études mythologiques, on distingue l'étude des mythes d'un peuple donné (par exemple la mythologie grecque) et la mythologie comparée, qui étudie les relations entre les mythes de différentes cultures.

### Histoire des études mythologiques

#### Dans l'Antiquité

##### Dévalorisation et «rectifications» des mythes
Le professeur de sanskrit Michael Witzel propose dans son ouvrage The Origins of the World’s Mythologies que les grands mythes de l'humanité remontent au paléolithique mais, toutes proportions gardées, on peut faire remonter l'origine de la mythologie comme étude des mythes à l'Antiquité. En Grèce, les Grecs eux-mêmes, par réaction au caractère invraisemblable, voire immoral, de certains mythes, ont commencé à étudier les récits mythiques pour y trouver une signification cachée, souvent afin de rendre compte de ces aspects absurdes, voire les éliminer en élaborant des versions corrigées ou plus vraisemblables des mythes. En effet, à partir du VIe siècle av. J.-C., le mot muthos (« récit ») se trouve progressivement dévalorisé par rapport au mot logos, qui en était à l'origine le synonyme : logos se trouve associé davantage au récit véridique et rationnel, tandis que muthos prend une connotation péjorative et prend le sens de « racontar, récit mensonger ». Ce glissement de sens s'opère sous l'influence des philosophes présocratiques tels que Xénophane de Colophon, qui s'insurgent contre les propos tenus par des poètes comme Homère et Hésiode au sujet des dieux et contre les faiblesses trop humaines qu'ils leur prêtent. Cette remise en cause du contenu des mythes amorce un mouvement qui aboutit soit à les corriger pour les faire correspondre à la dignité et à la perfection des dieux, soit à expliquer leurs absurdités par un sens caché plus satisfaisant.
La « rectification » des mythes s'observe chez les poètes et les auteurs en général, et chez les commentateurs. Chez les auteurs eux-mêmes, elle peut devenir une sorte de moteur créatif pour l'élaboration de nouvelles variantes des mythes. Dès l'époque archaïque, le poète Pindare prend explicitement ses distances par rapport aux dires de certains de ses prédécesseurs et affirme qu'il ne faut prêter aux dieux que de belles actions : par exemple, dans la première Olympique, il refuse d'accorder crédit au récit du banquet cannibale au cours duquel les dieux auraient mangé Pélops, fils de Tantale, avant de le ressusciter, et préfère dire à la place que le jeune homme avait été enlevé par Poséidon qui en était tombé amoureux, et que l'histoire du cannibalisme n'est qu'une calomnie répandue par des voisins mal intentionnés. Du côté des commentateurs, les mythographes des époques postérieures entreprennent eux aussi de corriger les mythes : ainsi Palaiphatos, au IVe ou IIIe siècle av. J.-C., rédige des versions rationalisées des mythes ; sa méthode consiste principalement à éliminer tous les éléments merveilleux, qu'il juge contraires à la vraisemblance, et à ramener les récits à des intrigues compatibles avec une supposée vérité historique.
Mais la remise en cause du contenu des mythes donne aussi naissance à l'exégèse des textes qui les relatent. Ainsi, à peu près à la même époque où Xénophane et d'autres critiquent violemment les poètes pour les actions indignes qu'ils prêtent aux dieux, Théagène de Rhégium est le premier à avoir recours à l'allégorie pour justifier Homère et « sauver » le texte tel qu'il est : selon lui, les luttes entre les dieux symbolisent la lutte entre les éléments naturels et d'autres phénomènes cosmiques. Cette interprétation amorce les lectures allégoriques d'Homère et les interprétations philosophiques des mythes, qui se multiplient par la suite.

##### Platon et les mythes
À l'époque classique, Platon formule dans plusieurs de ses dialogues des critiques contre les mythes et contre les poètes qui les racontent. Ces remises en cause se font dans des contextes très variés. Dans le Lysis, Ctésippe se moque des récits inventés par Hippothalès en l'honneur de Démocratès, récits évoquant Héraclès et Zeus, et qui ne sont selon lui que des « histoires comme en racontent les vieilles femmes ». Au début du Phèdre, Socrate donne à Phèdre son point de vue sur les mythes et leurs rectifications en prenant pour exemple l'enlèvement de la nymphe Orithye par Borée. Socrate reconnaît qu'il serait banal d'en douter, car beaucoup de gens savants doutent déjà de ce genre d'histoires ; mais, après avoir donné une rapide interprétation du mythe de l'enlèvement d'Orithye en le ramenant à un événement réel mais anecdotique : Orithye serait tombée des rochers à cause du vent et se serait tuée. Il indique que s'il fallait se lancer dans la rectification de tous les mythes, on se trouverait submergé par un travail bien trop énorme : « Si on est sceptique et si on veut ramener chacun de ces êtres [les créatures merveilleuses des mythes, comme les Gorgones ou Pégase] à la vraisemblance, et cela en faisant usage de je ne sais quelle science grossière, la chose demandera beaucoup de loisir. » Socrate préfère donc s'en remettre à la tradition et s'employer plutôt à se connaître lui-même, selon le précepte de Delphes « Gnothi seauton ».
Dans le même temps, Platon a recours dans ses dialogues à des récits qui ressemblent à des mythes. Certains, comme l'allégorie de la caverne, sont plutôt des allégories permettant d'expliquer de façon imagée des raisonnements ou des interactions entre notions abstraites, mais d'autres sont présentés explicitement comme des mythes qui sont supposés se fonder sur des faits réels, comme par exemple, le mythe de l'androgynie raconté par Aristophane dans Le banquet, le mythe d'Er à la fin de La République, ou encore le fameux mythe de l'Atlantide dans le Timée et le Critias. Les commentateurs s'accordent cependant à dire que ces mythes ne sont pas de véritables mythes préexistants qu'il se serait contenté de raconter ou de modifier (par exemple, on ne trouve aucune allusion à l'Atlantide avant Platon), mais des inventions de Platon, des fictions littéraires.

##### L'évhémérisme
Au début de la période hellénistique, le mythographe Évhémère donne naissance à l'évhémérisme, un courant de pensée qui part du principe que les dieux étaient au départ des personnages réels, qui ont été divinisés après leur mort. Les mythes donnent alors lieu à des interprétations historiques, qui cherchent à reconstituer des événements réels à partir des récits mythiques, en supprimant les éléments merveilleux, jugés invraisemblables et expliqués par la divinisation des personnages ou par des déformations du souvenir de l'événement au fil du temps.

#### Fin de l'Antiquité et Moyen Âge
Après Évhémère, l'étude des mythes consiste longtemps à rechercher un deuxième sens derrière le canevas d'un récit donné : les aventures des dieux, des héros et des créatures mythologiques sont ainsi interprétées comme des allégories représentant les interactions entre les puissances de la nature (interprétations physiques) ou des notions abstraites (interprétations philosophiques). Pendant tout le Moyen Âge, les interprétations de ce genre sont encore le principal expédient pour expliquer des mythes.
Au cours des premiers siècles apr. J.-C., le développement du christianisme entraîne une lutte entre les chrétiens et les partisans du paganisme. Dans ce contexte, les auteurs chrétiens utilisent, entre autres, les mythes pour dévaloriser les dieux païens, en reprenant les mêmes arguments déjà utilisés à l'époque classique par les païens eux-mêmes pour rejeter ces récits qui prêtent aux divinités des actes immoraux et honteux. C'est le cas, au IIe siècle, d'auteurs tels que Tertullien, dans le livre II de son traité Ad Nationes (Aux peuples) qui argue du fait que les mythes sont des fables honteuses et absurdes inventées par les philosophes et les poètes pour montrer que les dieux païens sont de faux dieux. Cependant, la mythologie continue d'être enseignée et transmise, car il est nécessaire de la connaître pour comprendre et étudier les œuvres de la culture classique : les auteurs chrétiens se rendent compte très tôt, dès le IIe siècle, qu'ils ne peuvent pas se permettre d'ignorer complètement la culture classique, toute païenne qu'elle soit, car c'est elle qui a développé les sciences, la philosophie et la rhétorique, dont les chrétiens ont besoin pour nourrir leurs propres réflexions. L'attitude dominante des auteurs chrétiens consiste donc à conserver l'héritage antique et à l'utiliser dans l'élaboration d'une littérature proprement chrétienne, écartant ainsi l'accusation d'inculture et d'ignorance utilisée contre les chrétiens par les tenants du paganisme jusqu'à l'époque de Julien au IVe siècle. Ainsi, la mythologie gréco-romaine, bien que méprisée et ramenée au statut de recueil disparate d'histoires absurdes, continue à être transmise après que le christianisme a supplanté le paganisme dans l'empire romain.
Lorsque les mythes ne sont pas rejetés comme immoraux, ils sont récupérés à l'aide d'interprétations allégoriques qui assimilent dieux et héros à des figures chrétiennes. Ainsi, le médiéviste Philippe Walter évoque-t-il la naissance d'une « mythologie chrétienne » qui se développe sur les restes des croyances païennes des mythologies gauloise, celtique ou nordique : « Autour de saint Martin, de son âne ou de son oie, du cerf de saint Hubert, des canards de sainte Brigitte, de saint Christophe et de sa tête de chien, de Valentin et Denis, les martyrs décapités, ou de Bénézt, le constructeur de pont, de sainte Marthe et de la Tarasque, de toutes les vierges noires, une profonde cohérence mythique se dessine. »

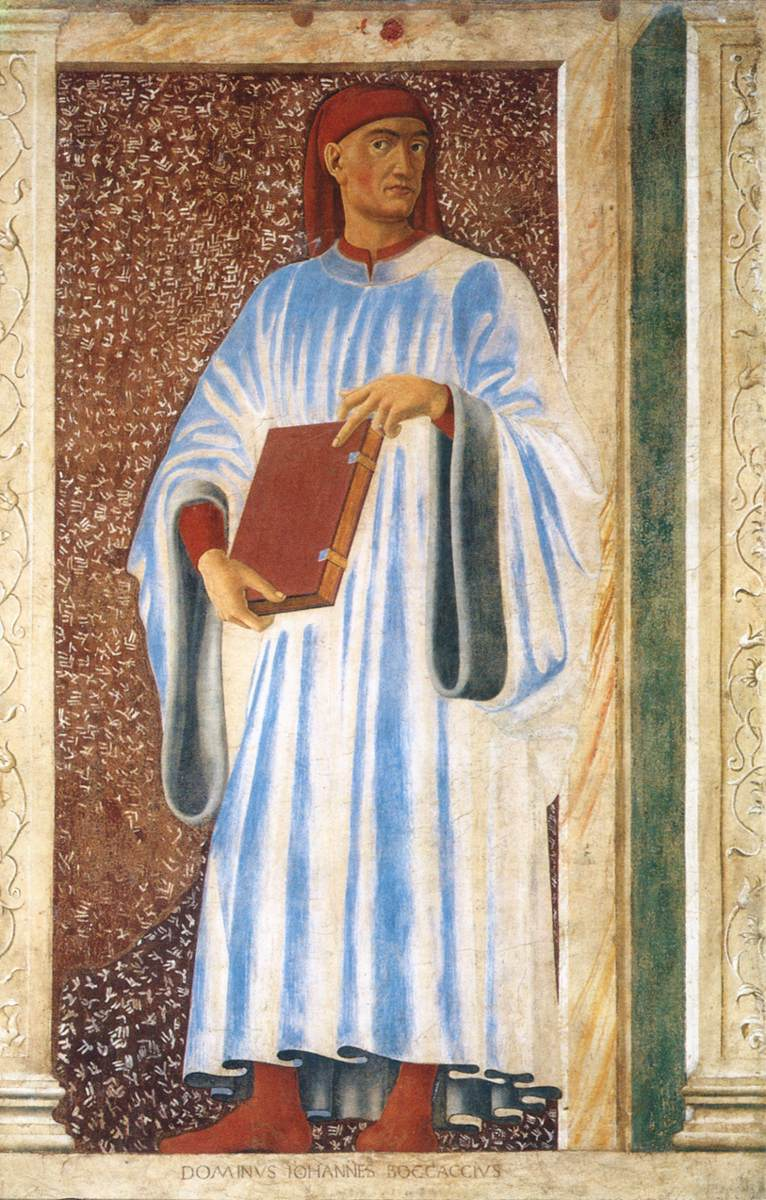
Détail d'une fresque sur bois représentant Boccace réalisée par Andrea del Castagno (1450).

#### Époque moderne (Renaissance etXVIIIesiècle)
À la Renaissance, plusieurs philosophes étudient la mythologie selon des démarches diverses. L'un des recueils de mythes grecs les plus connus au Moyen Âge, la Genealogia deorum gentilium (Généalogie des dieux païens) de Boccace, composée avant 1530, accompagne les récits de mythes d'interprétations allégoriques et philosophiques. En 1532, Georg Pictorius publie la Theologia mythologica, qui s'intéresse également aux mythes dans une perspective allégorique. La Mythologie de l'érudit vénitien Natalis Comes, publiée en 1551, a recours, comme Boccace, à une approche philosophique.
Au début du XVIIIe siècle, le philosophe italien Giambattista Vico publie La Science nouvelle (première édition en 1725). Il y élabore une théorie cyclique de l'Histoire, selon laquelle toute civilisation s'élabore au fil de trois âges : divin, héroïque, humain, avant de retourner à la barbarie dont elle est issue. À peu près au même moment (en 1724), le philosophe français Fontenelle publie un essai De l'origine des fables (le mot « fable » est alors couramment utilisé pour désigner les mythes) où il dénonce l'absurdité des mythes et attribue leur origine à l'ignorance des premiers hommes, source de leur croyance dans le surnaturel. Au début de la seconde moitié du siècle, L'Encyclopédie de Diderot et D'Alembert adopte une approche similaire dans les articles « Fable » et « Mythologie ». L'apparition de la mythologie est en partie expliquée par une théorie de la communication dans laquelle le mythe, dont le contenu est compris dans une logique d'opposition entre vérité et mensonge, tient beaucoup de la rumeur et aboutit comme elle à l'élaboration d'un savoir faux.

#### Époque contemporaine (XIXe–XXIesiècles)

##### AuXIXesiècle: les débuts de l'anthropologie et la naissance de la mythologie comparée
Au début du XIXe siècle, le philosophe allemand Schelling développe une philosophie des mythes dans plusieurs ouvrages à la fin de sa vie, dans la continuité de sa réflexion sur l'absolu, Dieu et les religions. Ses réflexions influenceront en partie la philosophie de Heidegger, tandis que Hegel s'en distanciera.
L'étude des mythes au XIXe siècle est sous-tendue par les convictions des mythologues concernant la notion de progrès de la pensée humaine au fil du temps. L'une des théorisations les plus influentes de ce concept est le positivisme d'Auguste Comte, avec sa loi des trois états. Dans cet esprit, les mythes sont représentatifs d'un état ancien et dépassé de la pensée humaine, qui aurait fait place à une pensée rationnelle. Cette théorie conduisait également à une comparaison et à un classement entre les peuples à l'époque contemporaine, les peuples sans écriture et les communautés où l'on observait des mythologies encore vivantes étant considérés comme primitifs et inférieurs à la civilisation occidentale. Cet ethnocentrisme se développe dans le contexte de la colonisation et de l'idéologie colonialiste, et conduit parfois ces chercheurs jusqu'au racisme scientifique. Ces présupposés et les interprétations auxquelles ils conduisent sont remis en cause puis entièrement abandonnés dans la seconde moitié du XXe siècle (l'une des publications importantes dans cette remise en cause étant le livre de Claude Lévi-Strauss La Pensée sauvage). Les mythologues du XIXe siècle ont eu cependant le mérite de poser peu à peu les bases de disciplines telles que l'anthropologie et la sociologie.
À la même époque, un regain d'intérêt se manifeste pour la Grèce antique, considérée comme le lieu de naissance de la raison scientifique. Dans l'esprit des antiquisants d'alors, un « miracle grec » ou un « génie grec » auraient rendu possibles le développement des sciences et le haut degré de civilisation atteint par les anciens Grecs, à la différence de la plupart des autres peuples antiques, conçus comme primitifs. Dans ce contexte, la mythologie grecque représente un paradoxe, voire un « scandale » : comment expliquer en effet la coexistence, chez les anciens Grecs, d'une civilisation scientifiquement brillante et le fait que, selon le mot de Max Müller, « les Grecs attribuent à leurs dieux des choses qui feraient frissonner le plus sauvage des Peaux-Rouges » ? Comme Marcel Detienne l'a montré en 1981 dans L'Invention de la mythologie, l'étude des mythes se constitue en science autour de 1850, avec la volonté d'expliquer le caractère absurde et scandaleux des mythes grecs. Ce n'est que progressivement que l'on se rend compte que la mythologie grecque témoigne d'aspects tout aussi « primitifs » que les croyances des peuples sans écriture que les premiers ethnologues et anthropologues commencent à étudier en détail au même moment. La prétendue supériorité des Grecs n'existe donc pas, et les historiens des religions commencent à étudier conjointement les cultes et mythes grecs et ceux d'autres populations anciennes ou de peuples sans écriture contemporains.

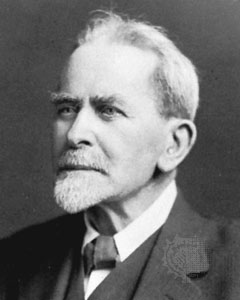
James George Frazer (1854-1941), anthropologue écossais auteur du Rameau d'or.

Dans le monde anglo-saxon, la notion de progrès est développée par le courant de l'évolutionnisme, dont l'un des fondateurs est l'anthropologue américain Lewis Henry Morgan. L'un des premiers à s'intéresser à la religion et aux mythes dans cette perspective est le britannique Edward Tylor, qui publie La Civilisation primitive (Primitive Culture, 1873-74), ouvrage dans lequel il donne l'une des premières définitions ethnologiques de la notion de culture. Tylor distingue trois stades chronologiques dans le développement de la pensée religieuse : l'animisme, le polythéisme et enfin le monothéisme, qui en constituerait le stade final. Au début du XXe siècle, James George Frazer se rattache également à ce courant de pensée : son ouvrage majeur, Le Rameau d'or (The Golden Bough), paraît pour la première fois en 1890 et connaît de nombreuses rééditions augmentées.
En Allemagne, l'intérêt pour la grammaire et la philologie, au moment où la linguistique se constitue en discipline rigoureuse, conduit au développement de la grammaire comparée, qui aboutit elle-même à la comparaison des pensées religieuses des différents peuples du monde. L'étude du sanscrit, la langue ancienne de l'Inde alors colonisée par la France et l'Angleterre, connaît en Allemagne un succès sans commune mesure en Europe : le sanscrit est alors considéré comme la langue la plus ancienne du monde, la plus précieuse pour l'étude de la famille des langues indo-européennes et la plus susceptible d'apporter une réponse au problème de l'origine des langues. C'est dans ce contexte que le philologue et orientaliste Max Müller fonde la mythologie comparée, où il est l'un des premiers à étudier en détail les relations entre les mythes de différents peuples. Les premières ébauches d'études comparatistes sont rapidement dépassées, notamment à cause des étymologies aventureuses sur lesquelles elles se fondent dans le cadre de la linguistique naissante, mais elles suscitent un intérêt croissant et durable. Max Müller analyse la mythologie en général comme une maladie du langage : selon lui, c'est une mauvaise compréhension de certains énoncés qui donne naissance à des récits fabuleux.
L'intérêt porté au sanscrit s'explique en partie par le fait que les études mythologiques pensent alors pouvoir expliquer les mythes en retrouvant la version la plus ancienne, « originelle » (en allemand le Urmythus, de même que les philologues de l'époque pouvaient rechercher le Urtext d'une œuvre antique). C'est dans cet esprit que les philologues et les antiquisants rassemblent des quantités de documentation parfois considérables dans le but de reconstituer la formation progressive des cultes et des mythes qui leur sont attachés. La possibilité même de retrouver une « version originelle » d'un mythe, et l'idée selon laquelle retrouver la version première d'un mythe suffirait à l'expliquer, sont remises en cause puis abandonnées au siècle suivant.
En France, après la création de la sociologie par Auguste Comte, la seconde moitié du XIXe siècle voit le développement de l'anthropologie : les œuvres d'Émile Durkheim puis de l'ethnologue Marcel Mauss, qui travaillent sur la notion de fait social et de fait social total, et qui s'intéressent notamment à la place de la religion et de la magie dans les sociétés, contribuent à redéfinir le cadre théorique dans lequel s'inscrivent les études mythologiques. L'archéologue Salomon Reinach se spécialise dans l'histoire des religions : en 1905, dans son ouvrage de vulgarisation sur ce thème, Orpheus, il présente, sur le même plan, les religions païennes antiques et les monothéismes contemporains. Son œuvre la plus achevée, Cultes, mythes et religions, regroupe des conférences et des essais parus dans des publications diverses, et contribue à une approche anthropologique des mythes en les analysant, dans la lignée de Frazer, via les concepts de tabou et la notion de totémisme. Les premières pages de son essai Totems et tabous dressent une rapide synthèse de l'histoire de l'étude des mythes.
Les théories de Max Müller influencent plusieurs autres historiens des religions s'intéressant aux mythologies, dont l'historien anglais George William Cox, auquel Stéphane Mallarmé emprunte sa théorie des mythologies pour son livre Les Dieux antiques. Selon Mallarmé, les mythes, fondés sur une origine commune, se seraient constitués au cours des migrations, à mesure que les langues des différentes tribus se différenciaient et donnaient lieu à des malentendus. Des phrases simples comme « le soleil se lève » ou « le temps dévore les jours qui passent », en sanscrit, auraient ainsi donné naissance aux mythes de Zeus et de Chronos.

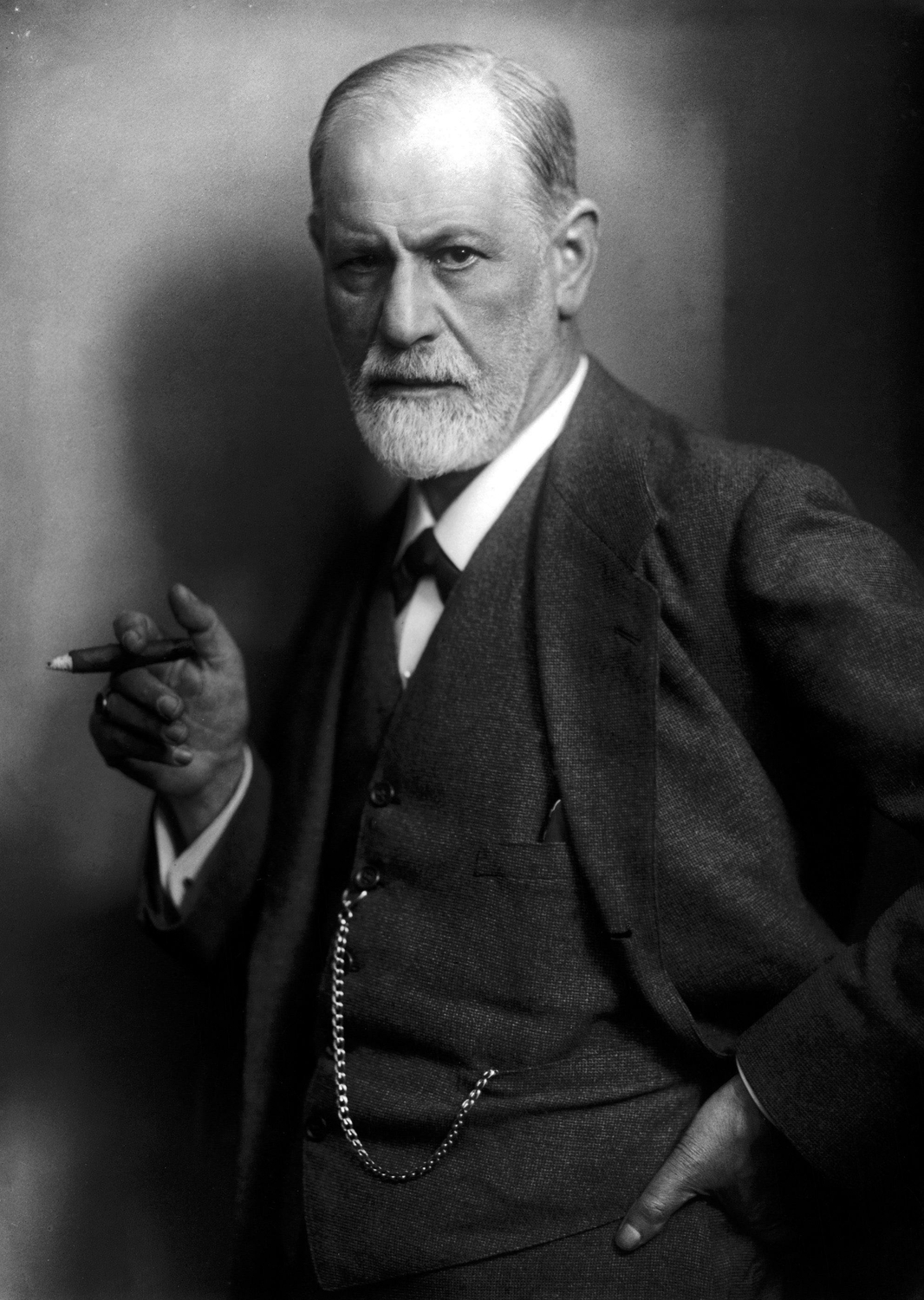
Sigmund Freud (1856-1939), fondateur de la psychanalyse.

##### Au tournant duXXesiècle: l'approche psychanalytique
Dans les années 1890-1900, Sigmund Freud fonde la psychanalyse, dont il explore, à la fin de sa carrière, les développements possibles en anthropologie et en histoire des religions. Au cours de ses recherches, il est amené à employer certains mythes comme instruments de réflexion dans l'élaboration de ses modèles de l'appareil psychique, en particulier l'histoire d'Œdipe pour la formulation du fameux complexe d'Œdipe. Il est également amené, dans des ouvrages comme Totem et tabou (1913), à réaliser de véritables interprétations mythologiques doublées d'analyses de la psychologie des sociétés alors dites « primitives ». Ces interprétations ont été fortement contestées au cours des années suivantes : l'interprétation par Freud des mythes d'Œdipe ou de Prométhée ou celle de la Genèse biblique réduisent la signification de ces mythes au seul « code sexuel » selon une logique allégorique. Cette approche a été critiquée par plusieurs mythologues, dont Claude Lévi-Strauss, qui en relève notamment le caractère tautologique (Freud ne retrouvant dans le mythe que ce qu'il y a mis lui-même), et Jean-Pierre Vernant et Pierre Vidal-Naquet, qui en dénoncent les erreurs et l'anachronisme. La psychanalyse se constitue malgré tout en une nouvelle approche possible des mythes, qui donne lieu à plusieurs développements distincts.
Les travaux de Carl Gustav Jung, qui développe la théorie de la psychologie analytique, le conduisent à s'intéresser entre autres aux études mythologiques. Selon Jung, la psyché d'un individu est influencée non par sa seule histoire personnelle, mais aussi par les représentations que véhicule sa culture. Jung élabore le concept d'inconscient collectif et la théorie des archétypes, des catégories symboliques brassées par l'inconscient collectif et qui apparaîtraient notamment dans les mythes. Cette théorie s'inscrit dans la lignée des réflexions sur l'imaginaire et ont influencé les travaux de Gaston Bachelard et de Gilbert Durand dans ce domaine. Les concepts jungiens ont fait l'objet de nombreuses critiques (cf. les sous-parties qui leur sont consacrées dans les articles correspondants).
Dans la seconde moitié du siècle, le psychanalyste et pédagogue Bruno Bettelheim, dans son ouvrage Psychanalyse des contes de fées publié en 1976, applique les grands concepts de la psychanalyse freudienne aux contes, dont il distingue le rôle de celui des mythes.
Dans le même temps, le mythologue américain Joseph Campbell développe, avec le monomythe, une approche de mythologie comparée qui n'est pas psychanalytique, mais reste très influencée par les archétypes jungiens, dans la mesure où elle recherche des universaux dans l'ensemble des mythologies du monde et affirme pouvoir les ramener à une structure narrative unique chargée d'une symbolique universelle.

##### Lévi-Strauss et le structuralisme
Au XXe siècle, le structuralisme adopte une approche entièrement différente en renonçant à chercher une signification univoque cachée derrière les mythes et en étudiant plutôt la façon dont les différentes versions d'un même récit peuvent s'articuler entre elles, selon des rapports dits de transformation, c'est-à-dire de permutations entre éléments et relations au sein du mythe. Dans cette approche, le mythe a une fonction non pas étiologique (il n'a pas de version originale) mais symbolique : il constitue pour la société qui le produit une ossature indispensable à sa cohésion face à l'ensemble des éléments de son environnement qu'elle n'est pas à même d'expliquer (la mort, la violence, les conflits, le cosmos, etc.). L'analyse structurale en mythologie est lancée en particulier par l'article de Claude Lévi-Strauss « La Structure des mythes » publié en anglais en 1955 puis repris en français sous ce titre dans son ouvrage Anthropologie structurale en 1958. Par rapport aux approches précédentes, cette nouvelle approche présentait l'avantage d'accorder une attention plus rigoureuse aux cultures étudiées. Le mythologue ne tente plus de retrouver ou de reconstruire une version originelle du mythe qui serait supposée l'expliquer. Et surtout, sans nier l'existence de réseaux de significations dans les récits mythiques, le chercheur ne tente plus de ramener le sens d'un récit à une seule signification simpliste (tel récit symbolise le cycle des saisons, tel récit l'accession à l'âge adulte, etc.), mais observe la façon dont différents « codes » s'articulent à l'intérieur d'un même ensemble de variantes (par exemple, le fait qu'on trouve, dans un récit, une plante dotée de connotations bien précises dans la culture en question, ne doit pas empêcher d'intégrer à l'étude d'autres éléments du récit sans rapport avec la botanique). Lévi-Strauss lui-même a développé cette méthode en étudiant la mythologie amérindienne.

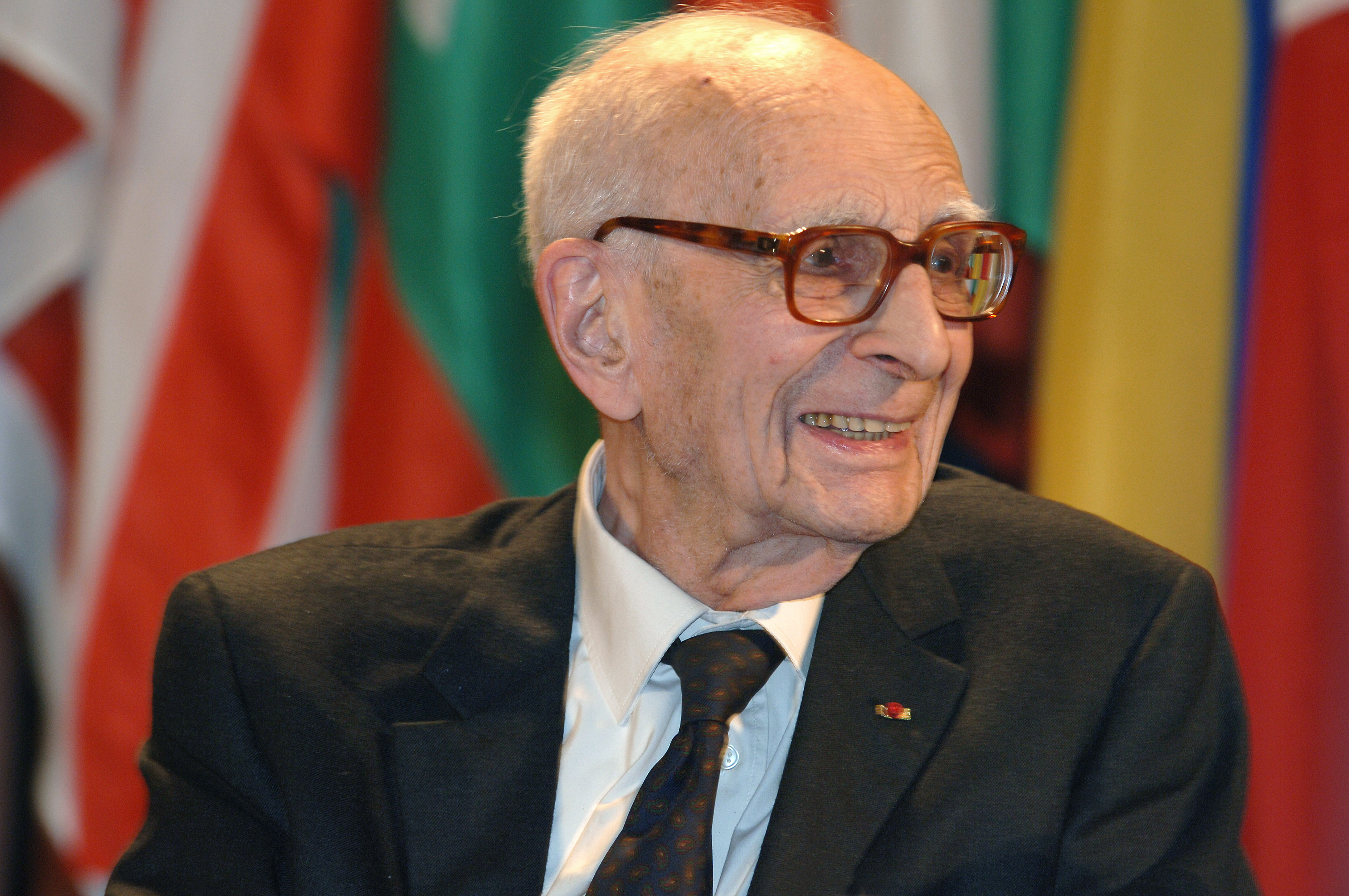
Claude Lévi-Strauss (1908-2009), principal représentant du structuralisme en France.

L'approche structurale des mythes n'est cependant pas dépourvue de présupposés. Un premier reproche formulé par ses critiques est l'accusation de réduire les mythes à une simple trame narrative, qui est supposée avoir existé telle quelle, hors de tout contexte, sous la forme de récits oraux transmis de génération en génération et d'une communauté à l'autre. Les différences entre les variantes d'un même récit sont étudiées comme autant d'opérations logiques, qui montreraient une « pensée mythique », collective et spontanée, à l'œuvre dans ces récits. Un deuxième reproche adressé au structuralisme est qu'il propose des explications trop intemporelles, qui ne rendraient pas compte de l'évolution historique des mythes (de fait, ce que l'on peut reconstituer des transformations d'un récit au fil du temps dépend beaucoup des sources dont on dispose pour l'étude). Un troisième reproche consiste à refuser de réduire les mythes à de simple trames de récits détachées de tout contexte d'énonciation. Cette dernière critique a conduit certaines études à prêter davantage attention aux contextes littéraires, artistiques et culturels des différentes évocations des mythes, selon une approche pragmatique.
Après les travaux de Lévi-Strauss, le structuralisme a donné lieu à toutes sortes d'études, notamment, dans le domaine de la mythologie grecque, aux travaux des chercheurs du centre Louis Gernet, à l'EHESS, initiés par Jean-Pierre Vernant et impliquant des chercheurs tels que Pierre Vidal-Naquet, Marcel Detienne ou Françoise Frontisi-Ducroux. Dans le domaine des études classiques, des publications telles que Mythe et pensée chez les Grecs. Études de psychologie historique de Jean-Pierre Vernant (1965) contribuent à renouveler profondément l'approche de la mythologie grecque en l'abordant sous l'angle des systèmes de pensée et en combinant les apports de l'histoire, de l'anthropologie, de la psychologie et de la linguistique.

##### Les études mythologiques au début duXXIesiècle
Grâce aux nouvelles approches développées par le structuralisme et par l'anthropologie historique, les études mythologiques ne se limitent plus à une approche herméneutique des mythes et s'enrichissent beaucoup en se rapprochant de plus en plus de l'anthropologie (ce dont témoignent les travaux récents de chercheurs tels que Claude Calame ou Florence Dupont, très influencés par l'approche anthropologique). Certains chercheurs prennent leurs distances par rapport à l'approche structuraliste et la remettent en cause, pour adopter notamment une approche pragmatique attentive aux contextes divers dans lesquels sont évoqués les figures et les récits mythiques. Les études littéraires des périodes postérieures à l'Antiquité s'intéressent, de leur côté, aux métamorphoses des figures, des récits et des thèmes hérités des mythologies antiques.

### Les mythologies ont-elles un fondement commun?
Le problème d'un éventuel fondement commun aux différentes mythologies du monde relève de la mythologie comparée.
Le poète et romancier Robert Graves, qui a été profondément influencé par l'étude de James George Frazer Le Rameau d'or, considère que les mythes sont créés par les nombreux besoins culturels[réf. nécessaire]. Les mythes légitiment les fondements culturels d'une tribu, d'une ville ou d'une nation en les reliant à des vérités universelles. Par exemple, les mythes justifient l'occupation d'un territoire par un peuple particulier. Robert Graves suppose que les premières cultures étaient matriarcales et fait remonter de nombreux mythes et rites au culte d'une déesse-mère. Cependant, ces présupposés théoriques lui ont valu des critiques de la part des autres mythologues, et il est considéré plutôt comme un mythographe.
Au XXe siècle, l'un des représentants les plus radicaux de l'idée que tous les mythes ont un fondement commun est Joseph Campbell. Son livre Le Héros aux mille et un visages, paru en 1949, décrit les idées fondamentales qu'il a continué à élaborer jusqu'à sa mort en 1987 et qui forment la théorie du monomythe. Selon Campbell, l'ensemble des mythes peuvent se ramener à un schéma narratif unique, celui du voyage du héros. Cette théorie a suscité de nombreuses critiques de la part des historiens et des anthropologues. En revanche, si son application aux mythologies des peuples anciens ou exotiques pose de nombreux problèmes, la théorie du monomythe a exercé une influence indéniable sur l'élaboration d'œuvres fictives cherchant à revêtir un caractère « mythique », en particulier les films hollywoodiens, l'ouvrage de Campbell ayant fait l'objet d'adaptations à l'attention des scénaristes. Il a donc constitué un outil de création pour les fictions ambitionnant de devenir des mythes contemporains.

## Développements récents de la notion de mythologie
Dans les sociétés contemporaines, la notion de mythologie, en lien avec la notion de mythe, est toujours extrêmement vivante et s'est enrichie de plusieurs sens nouveaux.

### Fictions à ambition mythologique
Dans le domaine culturel, outre les emplois de la notion de mythe pour qualifier des personnages de fiction devenus particulièrement populaires (voyez à Mythe), on en est venu à parler de mythologies pour désigner des univers de fiction particulièrement riches et développés qui prennent les mythologies pour modèle et ambitionnent d'en créer artificiellement de nouvelles. J. R. R. Tolkien, par exemple, ambitionnait de créer une « mythologie pour l'Angleterre » en élaborant la Terre du Milieu. Cependant, contrairement aux mythologies « premières », qui mettent en jeu toutes sortes de notions et de problématiques complexes, ces mythologies nouvelles relèvent clairement de la fiction, parce qu'elles ont un auteur et une origine bien identifiés, et parce qu'elles ne donnent jamais lieu à des croyances religieuses (ce qui ne les empêche pas de proposer, comme toute fiction peut le faire, des réflexions d'ordre moral ou philosophique parfois très élaborées). Ces fictions à ambition mythologique se caractérisent par le fait qu'elles s'inspirent, de manière plus ou moins directe et plus ou moins explicite, des mythologies « premières », via la reprise, le réagencement et la transformation d'éléments qui leur sont empruntés (personnages, peuples et créatures merveilleux, et parfois même intrigues entières, mais aussi parfois, plus indirectement, des thèmes et des questionnements sur les origines du monde). C'est la présence d'éléments de ce genre qui caractérise, par exemple, la fantasy mythique.
L'intérêt persistant pour la mythologie chez les créateurs de fictions contemporains a donné lieu à la création de fictions qui se fondaient non pas seulement, de manière directe, sur les mythologies anciennes ou exotiques, mais aussi, de manière indirecte, sur les études auxquelles avaient donné lieu ces mythologies. Ainsi, de nombreux scénaristes hollywoodiens ont utilisé le livre de Joseph Campbell, Le Héros aux mille et un visages, comme un véritable mode d'emploi pour l'écriture d'histoires à ambition « mythique » supposées atteindre plus facilement un public plus large, et donc remporter un succès plus grand. De fait, certains grands succès de la fin du XXe siècle, comme les films Star Wars ou plus tard Le Roi lion, ont été conçus à l'aide de ce livre. La différence est donc très nette entre ces fictions à ambition mythologique et les mythologies dont elles s'inspirent, puisque ces mythologies contemporaines sont, au moins au départ, l'œuvre de créateurs qui réalisent un travail conscient sur les mythes et utilisent les acquis des études mythologiques pour produire de nouvelles fictions ambitionnant d'égaler leurs modèles au moyen d'univers toujours plus vastes et d'histoires toujours plus nombreuses. Le développement d'un même univers à l'aide de plusieurs histoires utilisant des supports différents (livres, films, BD, etc. mettant à profit les jeux d'intertextualité) apparaît comme l'un des moyens privilégiés par lesquels la fiction tente, en mobilisant les talents de créateurs toujours plus nombreux et en atteignant un public toujours plus large, de passer dans la culture populaire et d'en devenir une référence privilégiée, pour se hausser ainsi au statut de mythologie vivante. L'activité des artistes cherchant consciemment à élaborer des mythologies entières est nommée « mythopoeïa » dans la critique anglo-saxonne, en référence au titre d'un poème de J. R. R. Tolkien composé vers 1931.

### Mythologies personnelles
Dans un sens voisin, on parle de « mythologie personnelle » ou de « mythologie individuelle » à propos de l'univers d'un artiste (écrivain, peintre, cinéaste, etc.) pour désigner les jeux d'échos ou de symboles discernables dans son œuvre, en particulier dans le cas d'artistes contemporains (et cela même lorsque l'artiste en question ne s'attache pas à développer un monde imaginaire cohérent semblable aux « mondes secondaires » de la science-fiction ou de la fantasy). Le terme de mythologie peut être employé soit a posteriori par les commentateurs pour qualifier certains aspects de l'œuvre d'un artiste (on pourra parler, par exemple, de la « mythologie nervalienne »), soit par l'artiste lui-même, de manière délibérée : ainsi, certains artistes contemporains disent élaborer des mythologies individuelles, par exemple Christian Boltanski, qui donne ce titre à une section d'une de ses expositions en 1972. Cette notion est en relation avec celle, un peu différente, de « mythe personnel », introduite dans les études littéraires par une analyse de Charles Mauron en 1963, qui baptise ainsi les structures inconscientes qu'il se propose de dégager à partir des métaphores obsédantes présentes dans les textes de plusieurs auteurs, dans une approche critique guidée par la psychanalyse. Dans l'art contemporain, la notion de mythologie personnelle est très liée à celles d'autobiographie et d'autofiction en littérature, et, dans les arts visuels, à celles d'autoportrait ou de photobiographie.

### Canular etfakelore
Certaines fictions vont jusqu'à tenter de créer leurs propres mystères en se faisant passer pour vraies ou pour fondées sur des événements réels : il s'agit alors d'un emploi du canular au service de la fiction. Par exemple, certains croient que le film de l'auteur de fiction Clive Barker Candyman est basé sur une histoire vraie, et de nouvelles histoires ont grandi autour du mythe. Il en va de même pour des films comme Le Projet Blair Witch ou d'autres histoires du même type. Lorsque la frontière entre fiction et réalité est entièrement brouillée à dessein par le ou les créateurs de la fiction, cela peut aboutir à ce que le folkloriste américain Richard M. Dorson a qualifié en 1950 de fakelore, c'est-à-dire un folklore créé artificiellement, mais présenté comme authentique.
L'élaboration artificielle de mythologies est aussi utilisée, en sortant du simple cadre d'une fiction, par des mouvements religieux ou philosophiques qui ont recours aux mythes comme instruments d'affirmation de leurs croyances et de leurs valeurs. Par exemple, la wicca, principale représentante de la mouvance du néopaganisme, se réfère à une Grande Déesse fortement inspirée par les études mythologiques du XIXe siècle et par les écrits de mythologues comme Robert Graves sur la supposée existence d'un culte préhistorique universel de la déesse-mère. Cet emploi de mythologies artificielles rejoint la dimension idéologique de la notion de mythologie.

### Roland Barthes: mythologies et idéologies
Le mot de « mythologie » est également employé de nos jours pour se rapporter à un système de valeurs contemporain, rarement remis en question, particulièrement lorsqu'il est vu comme idéologique ou socialement construit (par exemple, « mythologie de l'amour »). Dans les années 1950, le penseur structuraliste français Roland Barthes publia une série d'analyses sémiotiques de tels mythes modernes et du processus de leur création, rassemblées dans son livre Mythologies. L'ouvrage a fait date et suscité plusieurs reprises ou continuations.

### Géomythologie

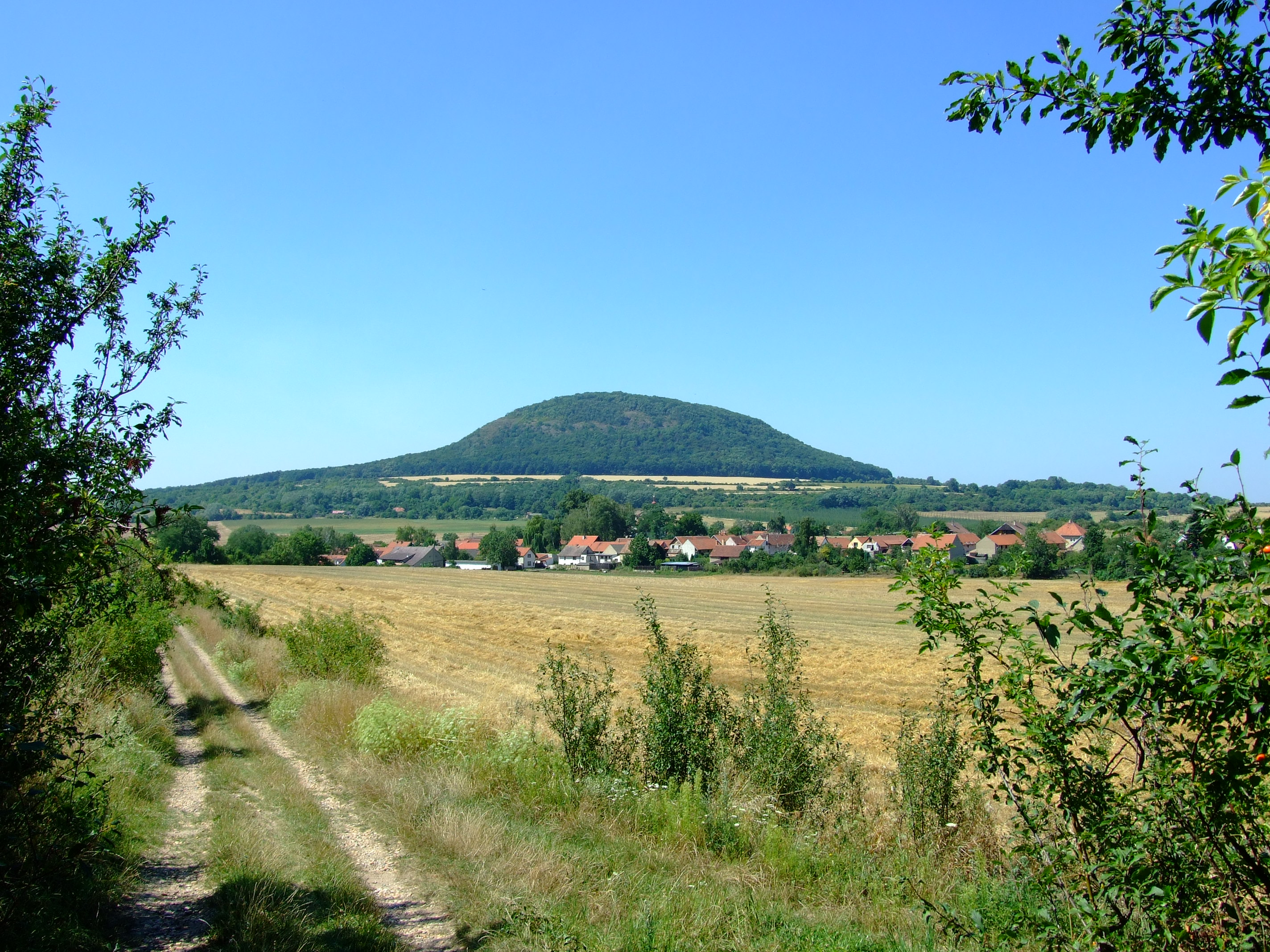
Dans l'histoire de la Tchéquie, le mont Říp en Bohême-Centrale est associé au mythe fondateur du peuple tchèque.

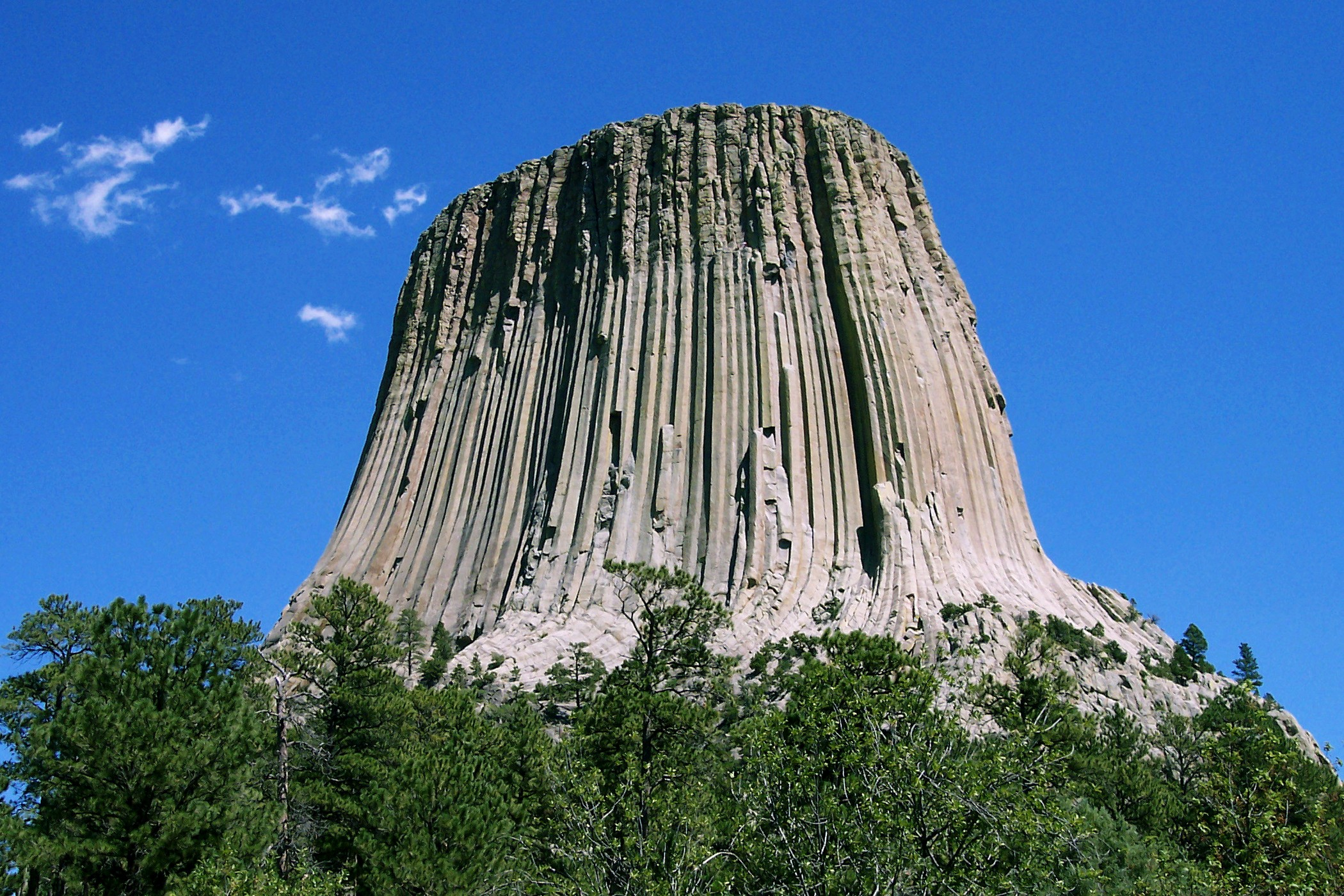
Un exemple emblématique de géomythe est la Tour du Diable. Selon une légende indienne, les prismes des orgues phonolithiques sont les marques des griffes d'un ours affamé cherchant à attraper sept jeunes indiennes grimpées sur le rocher.

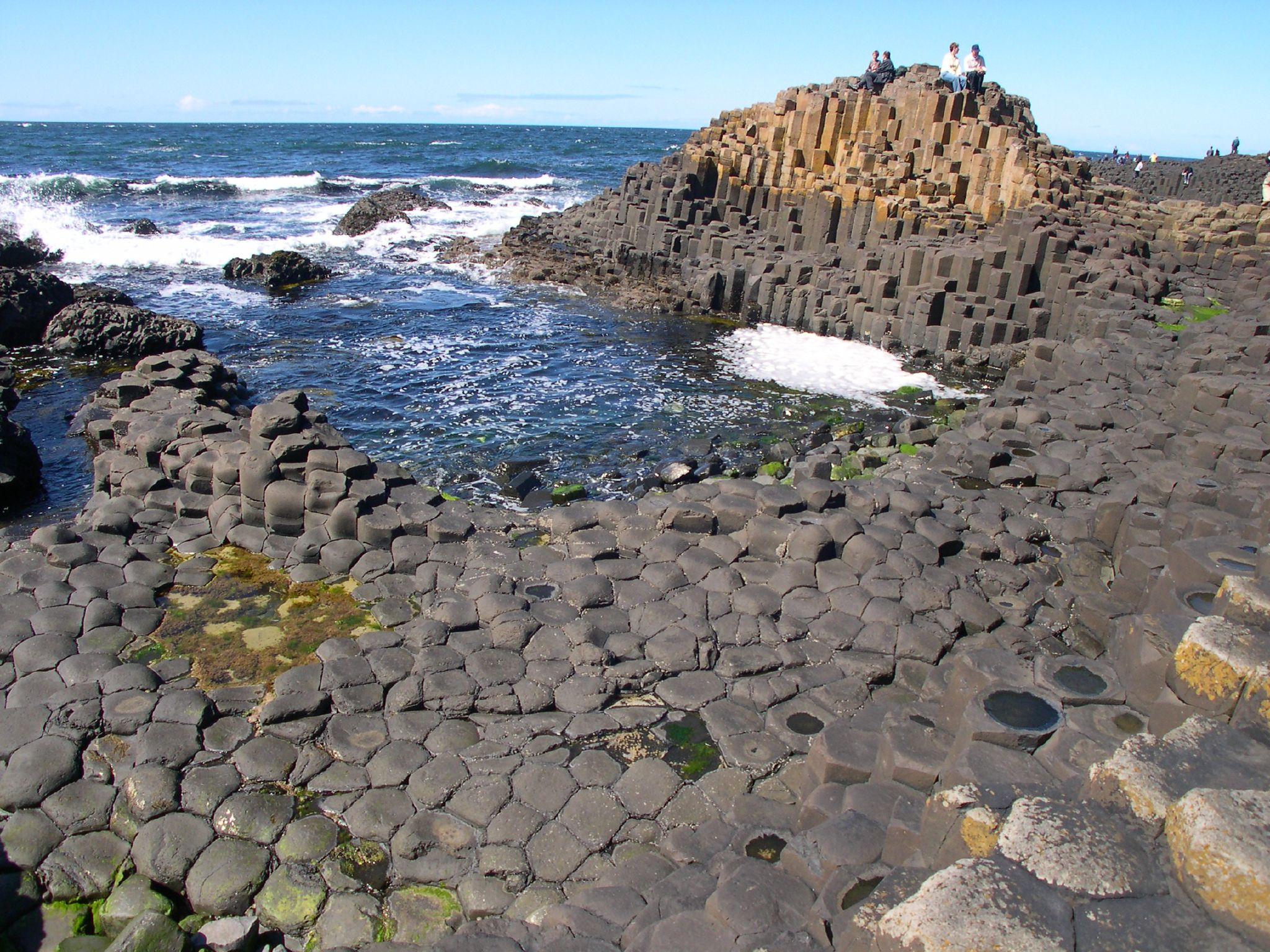
Selon la mythologie celtique irlandaise, la Chaussée des Géants qui évoque des marches et une voie pavée utilisée par des Géants, serait les restes d'un passage qui reliait l'Irlande à l'Écosse.

La géomythologie est une discipline historico-scientifique formalisée au début des années 1970 par la géologue Dorothy Vitaliano, qui cherche à expliquer l'origine des mythes recelant la trace d'événements géologiques, d'éléments paléontologiques ou géomorphologiques,.

### Ouvrages rassemblant les mythes
- (fr) Yves Bonnefoy (dir.), Dictionnaire des mythologies et des religions des sociétés traditionnelles et du monde antique, Flammarion, 1981.
- (fr) Michel Léturmy, Dieux, héros et mythes, Le club français du livre, 1958.
- (fr) Philippe Walter, Mythologie chrétienne, rites et mythes du Moyen Âge, Éditions Entente, 1992.
- (fr) Roy Willis (dir.), Mythologies du monde entier, Larousse, 1999.
- (fr) Bibliothèque mythologique idéale, dir. L. de Chantal et J. M. Poirier, Paris, Les Belles Lettres, 2019.

Littérature jeunesse
- (fr) Agnès Domergue, illustrations de Cécile Hudrisier, Autrefois l'Olympe... Mythes en haïku, éditions Thierry Magnier, 2015  (ISBN 978-2-36474-550-6).

### Ouvrages de méthode sur l'étude des mythes
- (fr) Claude Calame, Poétique des mythes en Grèce antique, Hachette, 2000.
- (en) Eric Csapo, Theories of Mythology, Malden (MA), Blackwell Publishing, 2005.
- (fr) Marcel Detienne, L'Invention de la mythologie, Gallimard, 1981.
- (en) Burton Feldman et Robert D. Richardson, The Rise of Modern Mythology. 1680-1860, Bloomington-Londres, Indiana University Press, 1972.
- (fr) Fontenelle, De l'origine des fables, 1724 (en ligne sur Gallica).
- (fr) James George Frazer, Le Rameau d'or, première édition 1890 (en ligne en anglais sur le projet Gutenberg).
- (fr) Pascal Hachet, Le Mensonge indispensable. Du trauma social au mythe, L'Harmattan, 2009  (ISBN 978-2-296-09496-3).
- (fr) Claude Lévi-Strauss, « La Structure des mythes », in Anthropologie structurale, Plon, 1958.
- (fr) Claude Lévi-Strauss, Mythologiques, Plon, 1964-1971, 4 volumes.
- (fr) Bronisław Malinowski, « Le Mythe dans la psychologie primitive », in Trois Essais sur la vie sociale des primitifs, Payot, Paris, 1968 (« Myth in Primitive Psychology », première publication 1926).
- (fr) Max Müller, Essai de mythologie comparée, Paris, 1859, rééd. in Mythologie comparée, Robert Laffont, 2002.
- (fr) Salomon Reinach, Cultes, mythes et religions, 1905-1923, rééd. Robert Laffont, 1996.
- (fr) Suzanne Saïd, Approches de la mythologie grecque. Lectures anciennes et modernes, Nathan, 1998 (édition augmentée : 2008).
- (fr) Fernand Schwarz, Le sacré Camouflé, Éditions Cabédita, 2014.

Revues portant sur la mythologie
- Nouvelle Mythologie Comparée / New Comparative Mythology, http://nouvellemythologiecomparee.hautetfort.com/
- Ollodagos, http://www.sbec.be/index.php/publications/ollodagos
- Studia Mythologica Slavica, http://sms.zrc-sazu.si/
- Mythological Studies Journal, http://journals.sfu.ca/pgi/index.php/pacificamyth/index
- The Journal of Germanic Mythology and Folklore, http://www.jgmf.org/

### Sur la notion de «mythopoeia»
- (en) J. R. R. Tolkien, On Fairy Tales et Mythopoeia, in (Christopher Tolkien ed.) Tree and Leaf, Harper Collins, 2001.

### Sur les fictions à ambition mythologique
- Anne Besson, La Fantasy, Klincksieck (coll. 50 questions), 2007, « 43. Que reste-t-il des mythes en fantasy ? » p. 161-163.

### Sur les mythologies personnelles
- Charles Mauron, Des métaphores obsédantes au mythe personnel. Introduction à la psychocritique, Paris, José Corti, 1963.
- Isabelle de Maison Rouge, Mythologies personnelles : L'Art contemporain et l'intime, Scala, 2004.
- Magali Nachtergael, Esthétique des mythologies individuelles, thèse de doctorat, université Paris 7, 2008.
- Art et mythe, sous la direction de Fabrice Flahutez et Thierry Dufrêne, 20/21e siècle, Nanterre, Presses universitaires de Paris Ouest Nanterre, 2011.

### Mythologies et idéologies
- Roland Barthes, Mythologies, Seuil, 1957, rééd. coll. Points.
- Raoul Girardet, Mythes et mythologies politiques, Seuil, 1986, rééd. coll. Points.